# Feröer madárfajainak listája
A világon élő mintegy 10 000 madárfaj közül Feröeren jelenleg 367 fajt tartanak nyilván.
2014-ben atlasz jelent meg Feröer vonuló madarairól, amely 90 faj 1992–2009 közötti gyűrűzéseinek eredményeit foglalja össze.

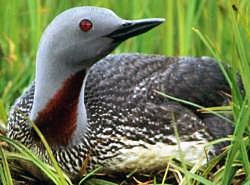
Északi búvár

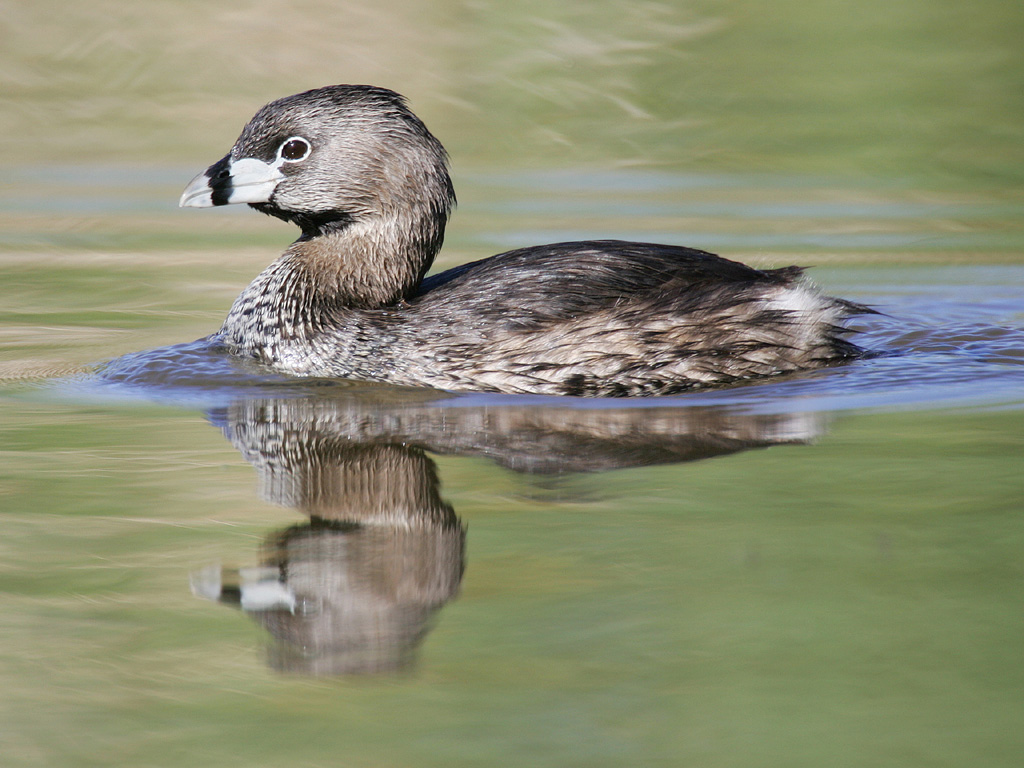
Gyűrűscsőrű vöcsök

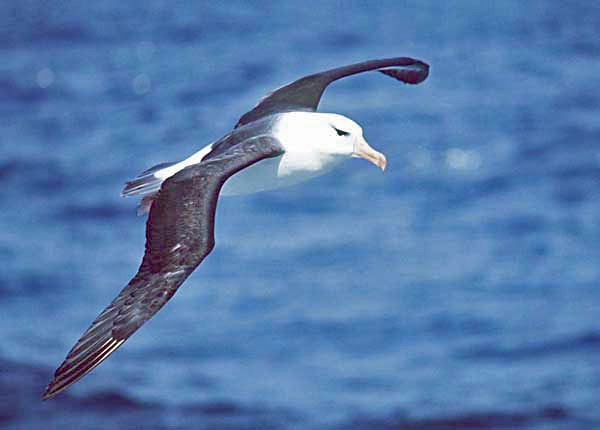
Dolmányos albatrosz

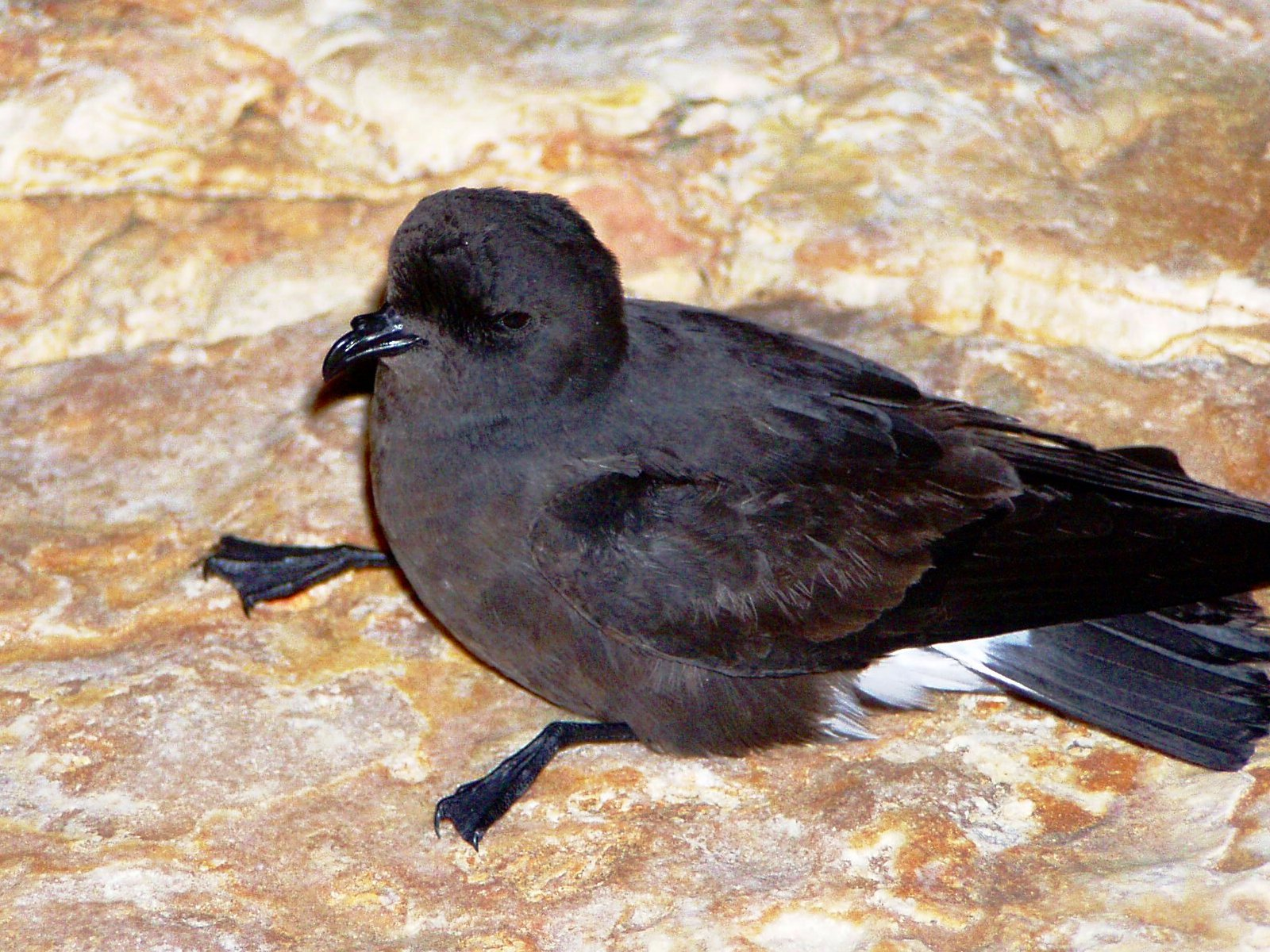
Európai viharfecske

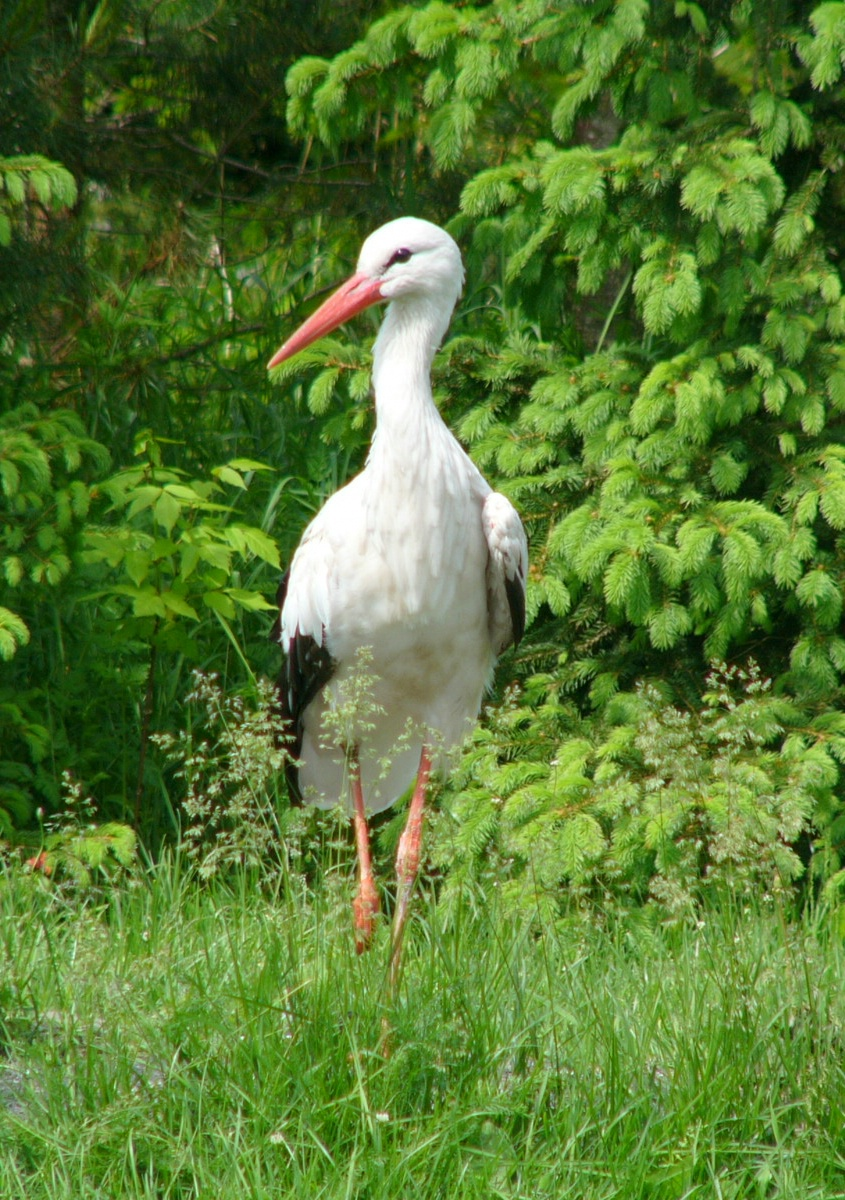
Fehér gólya

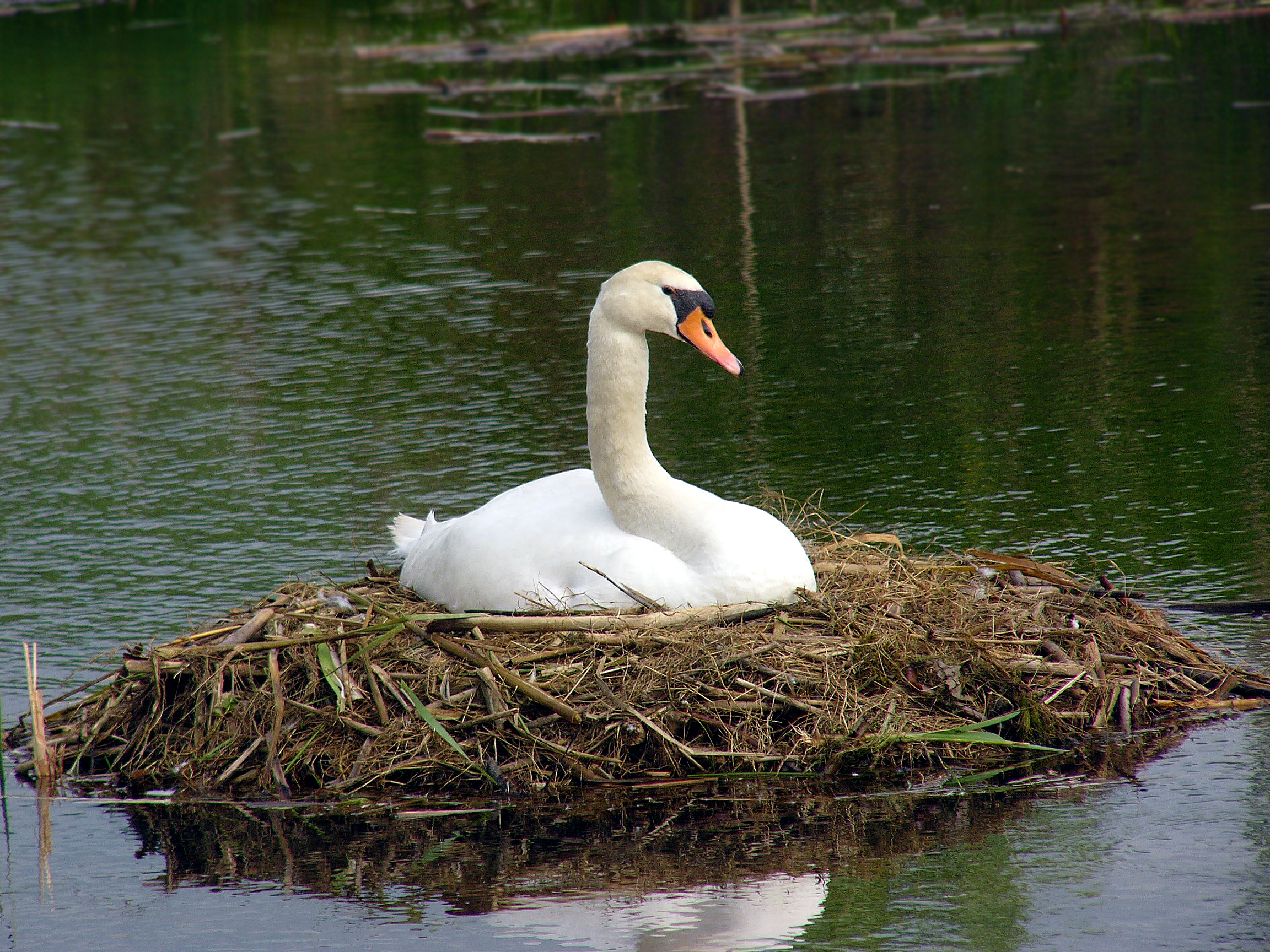
Bütykös hattyú

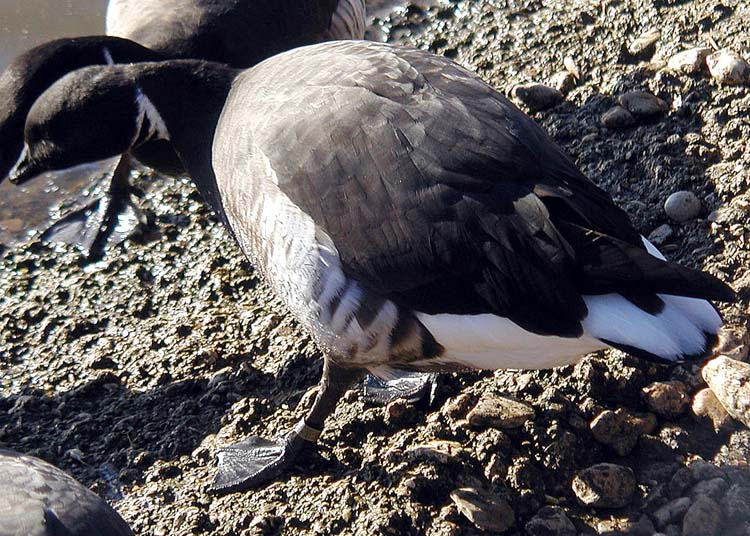
Örvös lúd

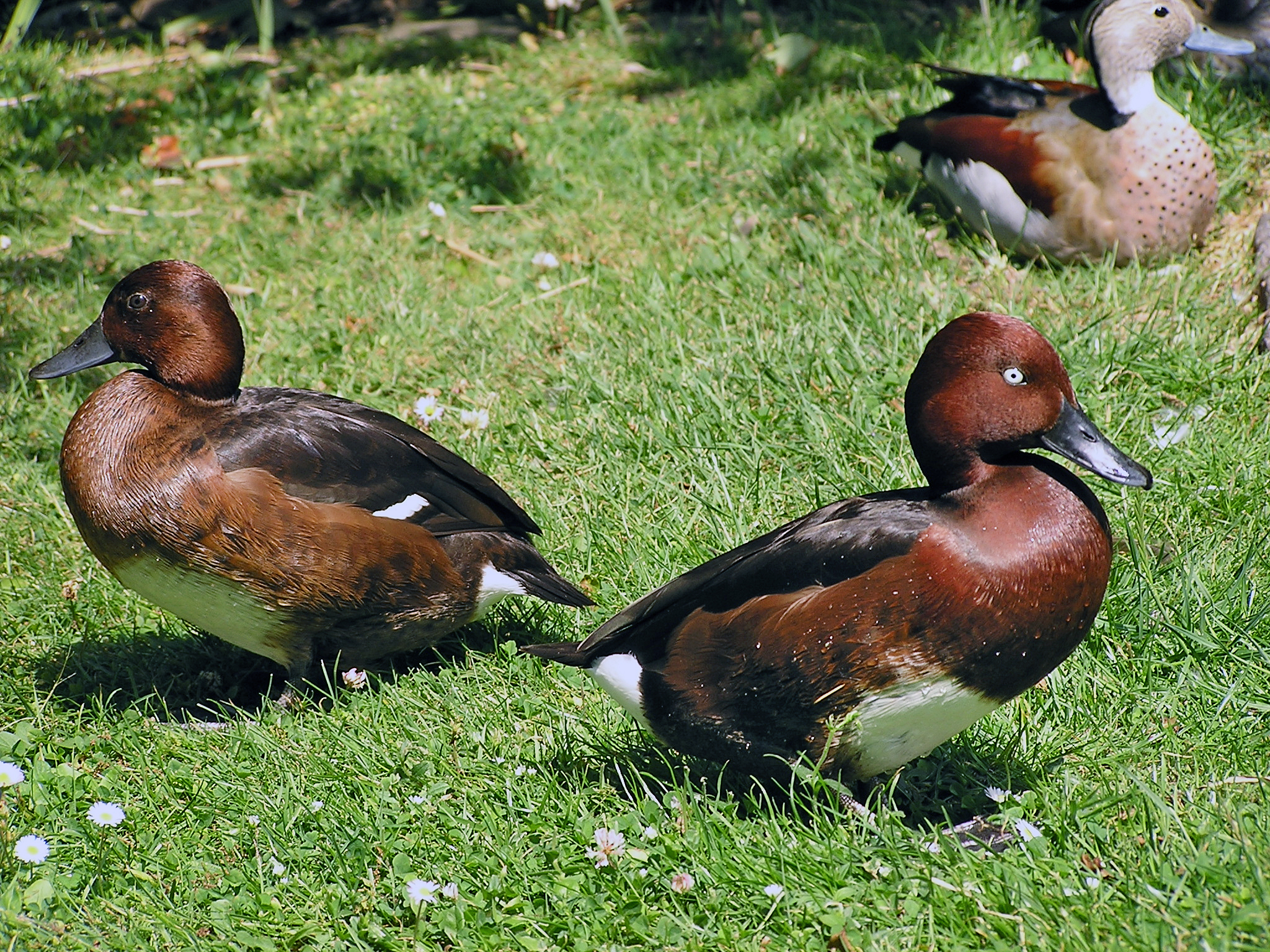
Cigányréce

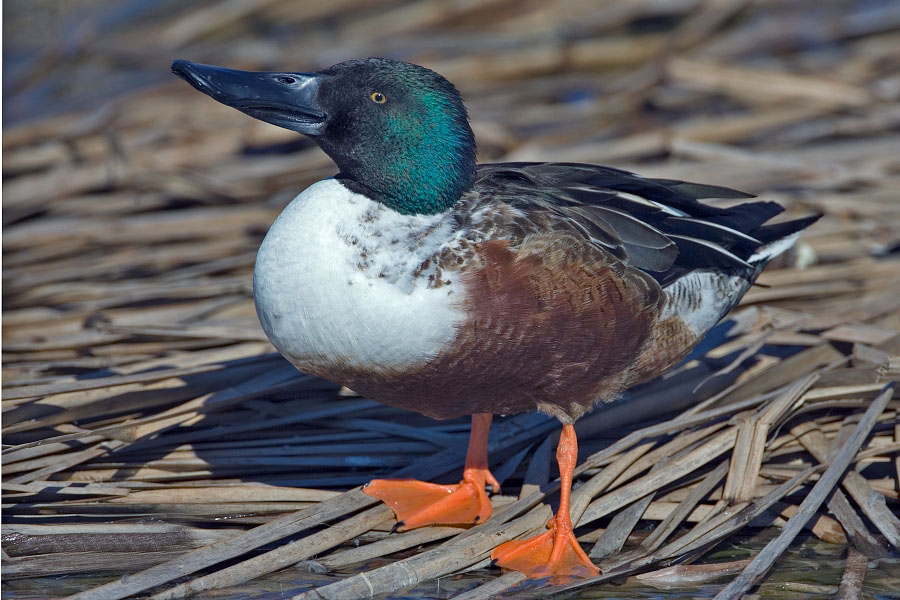
Kanalas réce

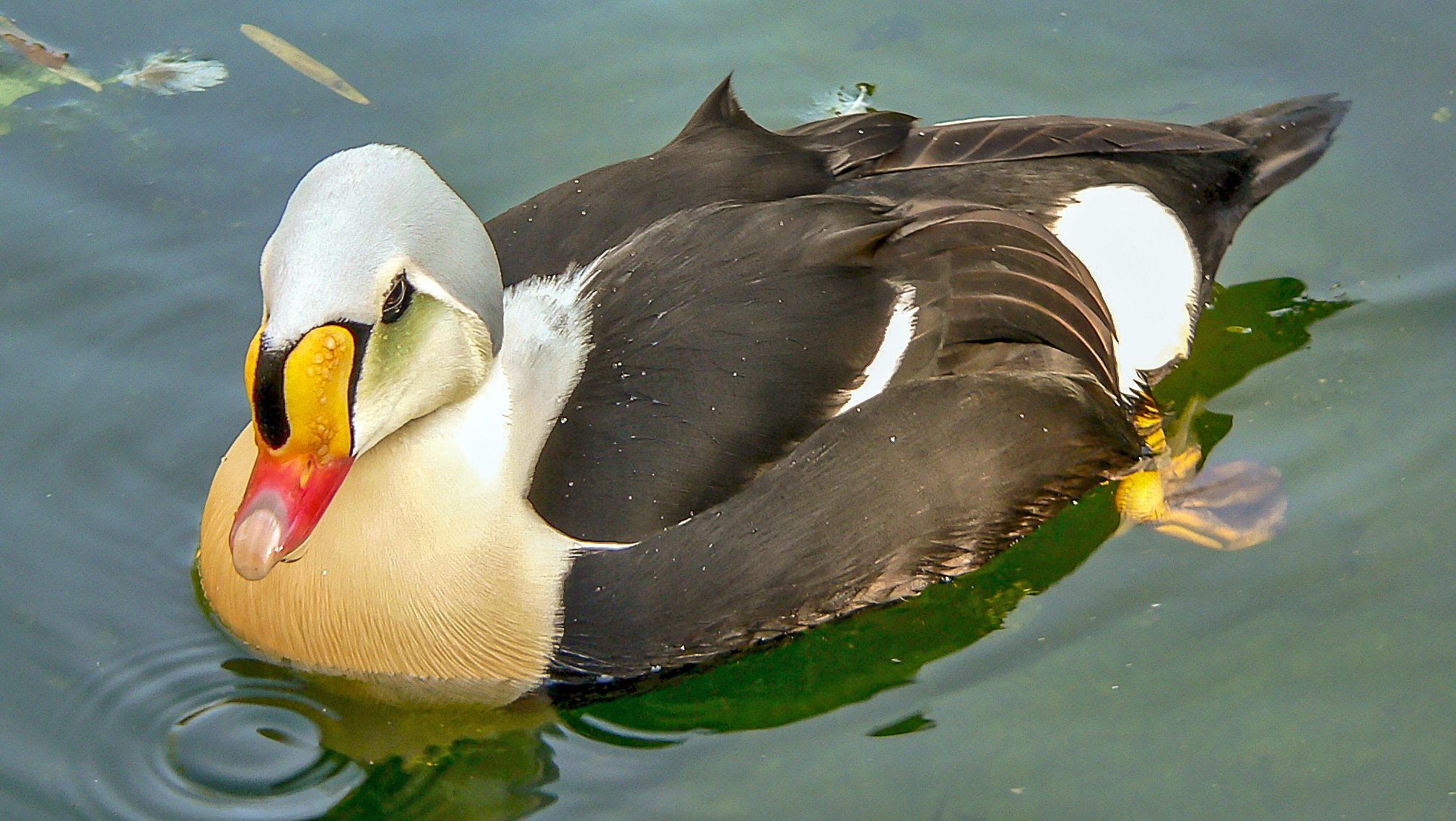
Cifra pehelyréce

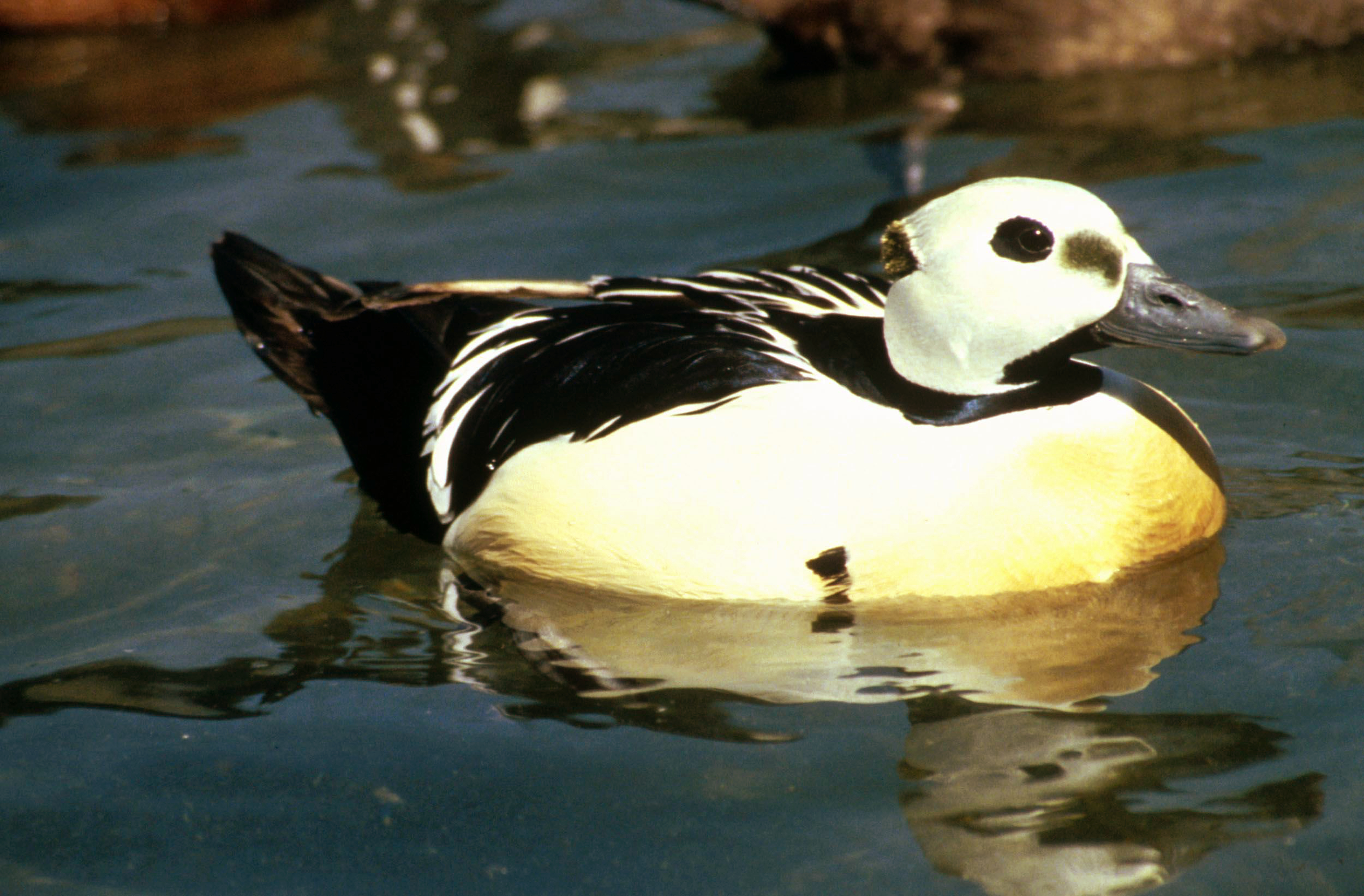
Steller-pehelyréce

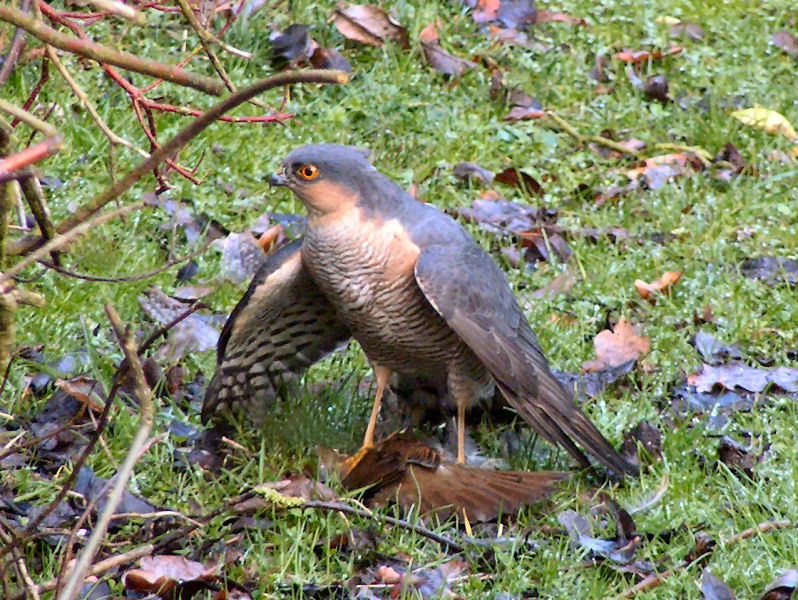
Karvaly

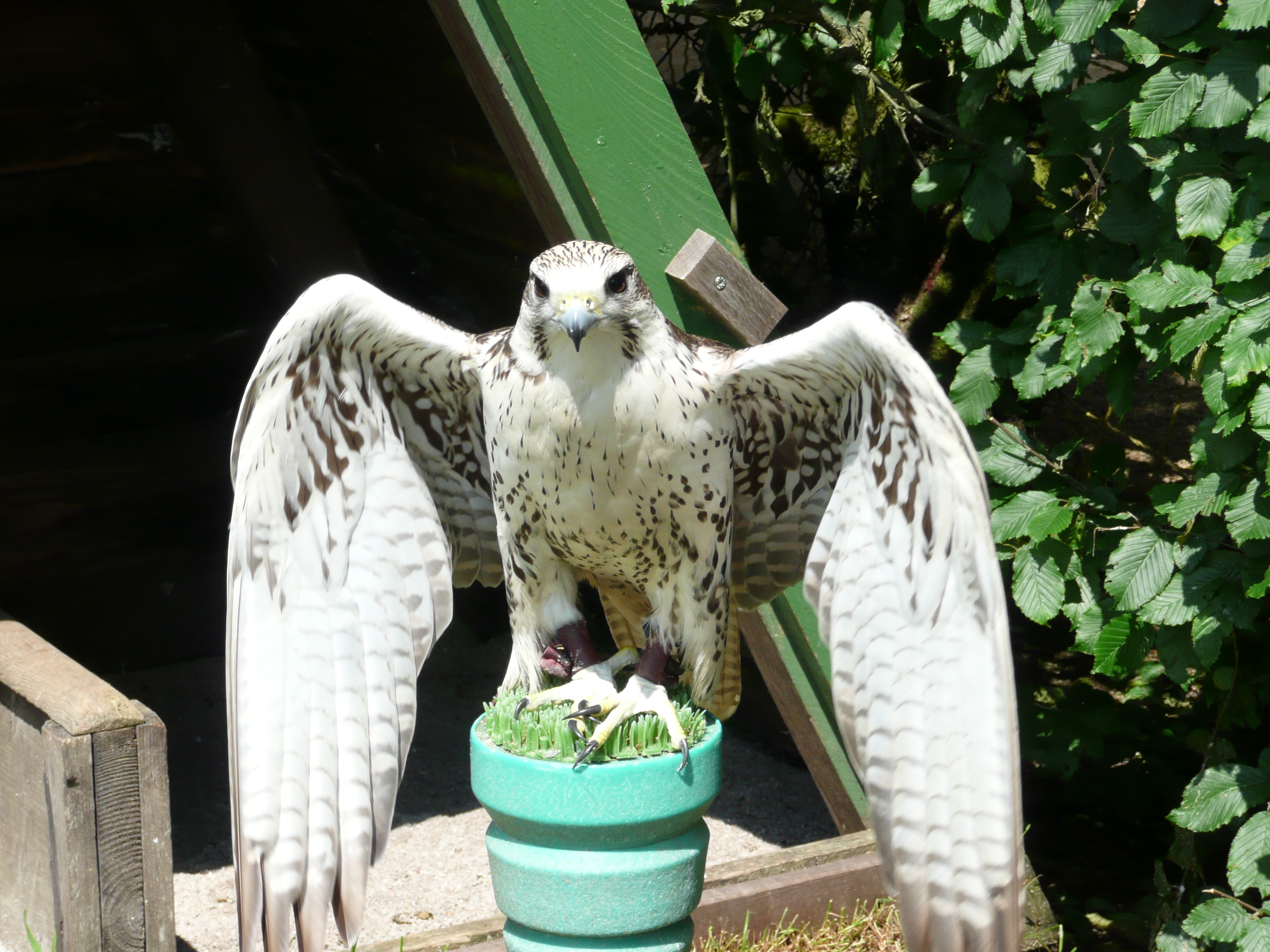
Északi sólyom

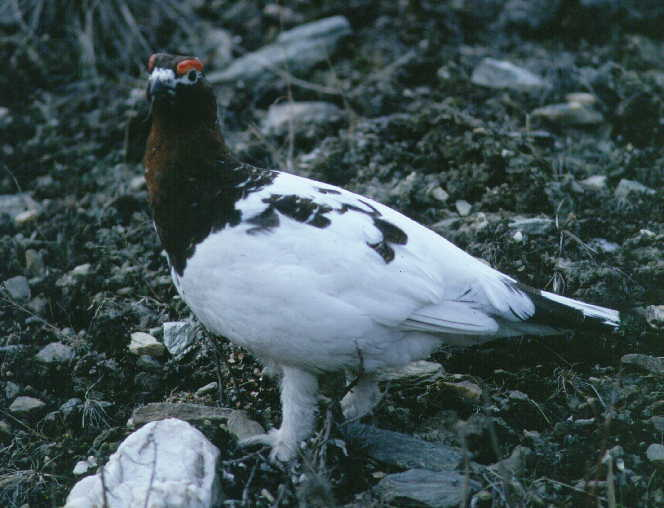
Sarki hófajd

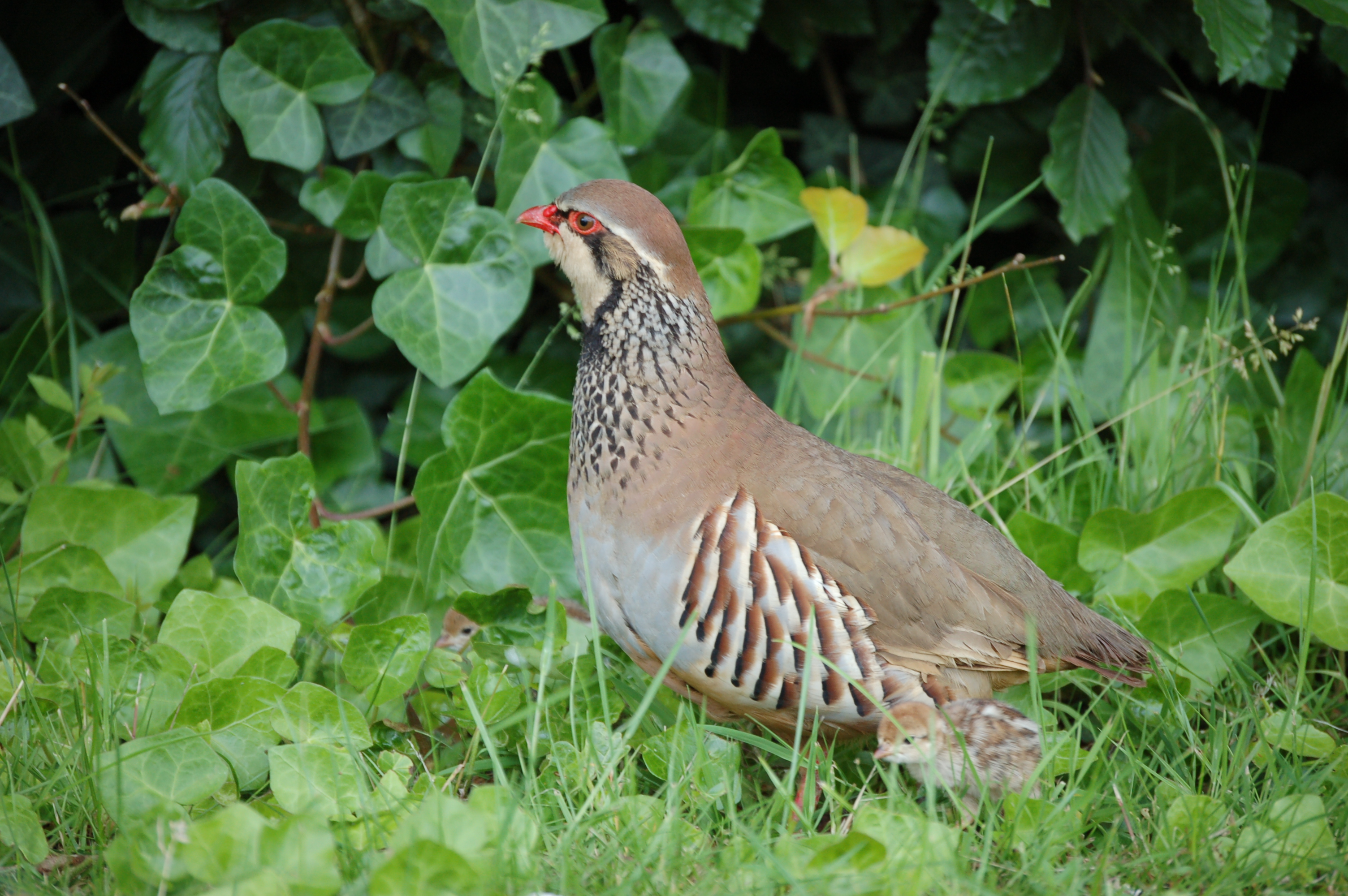
Vörös fogoly

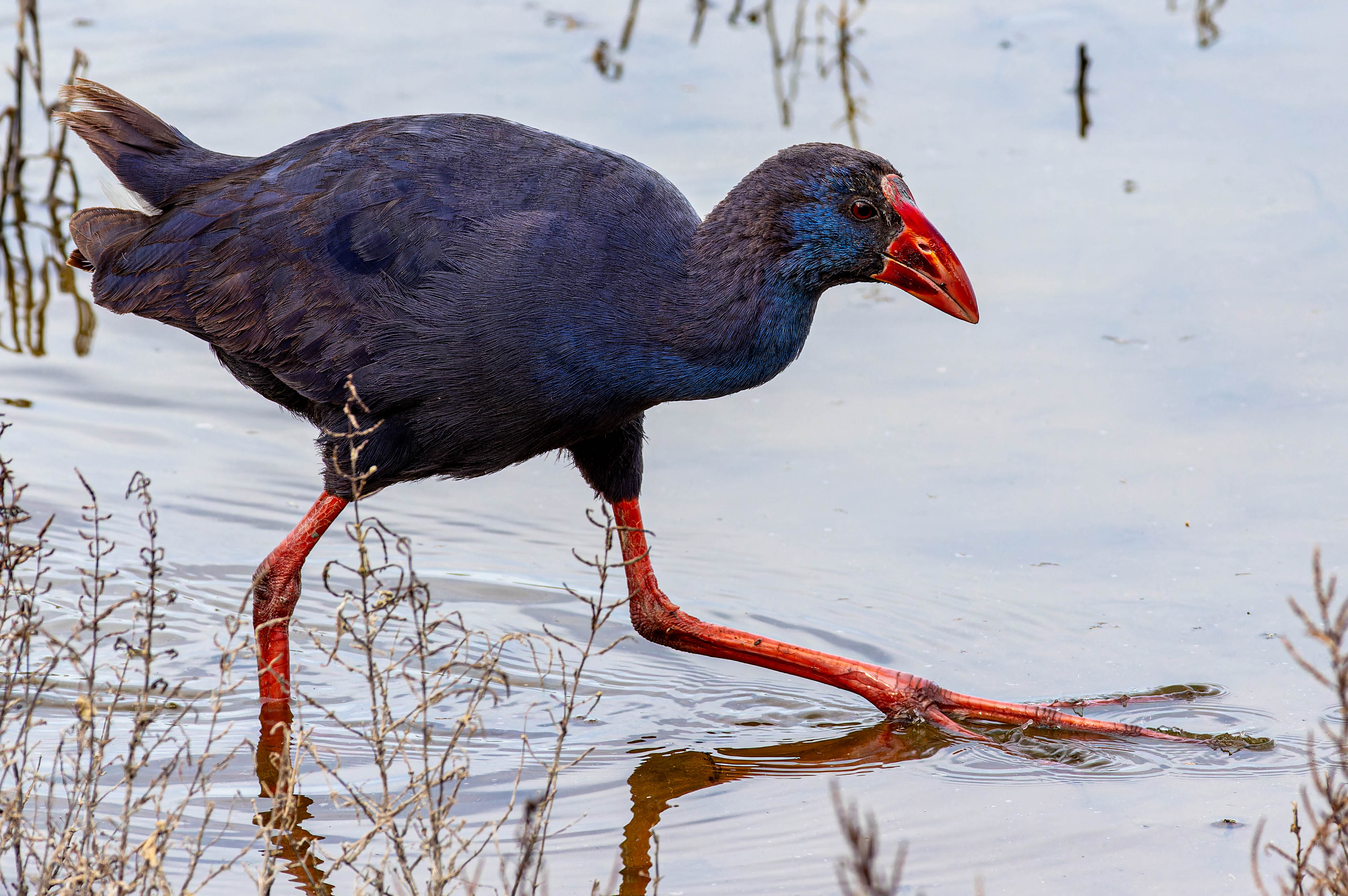
Kék fú

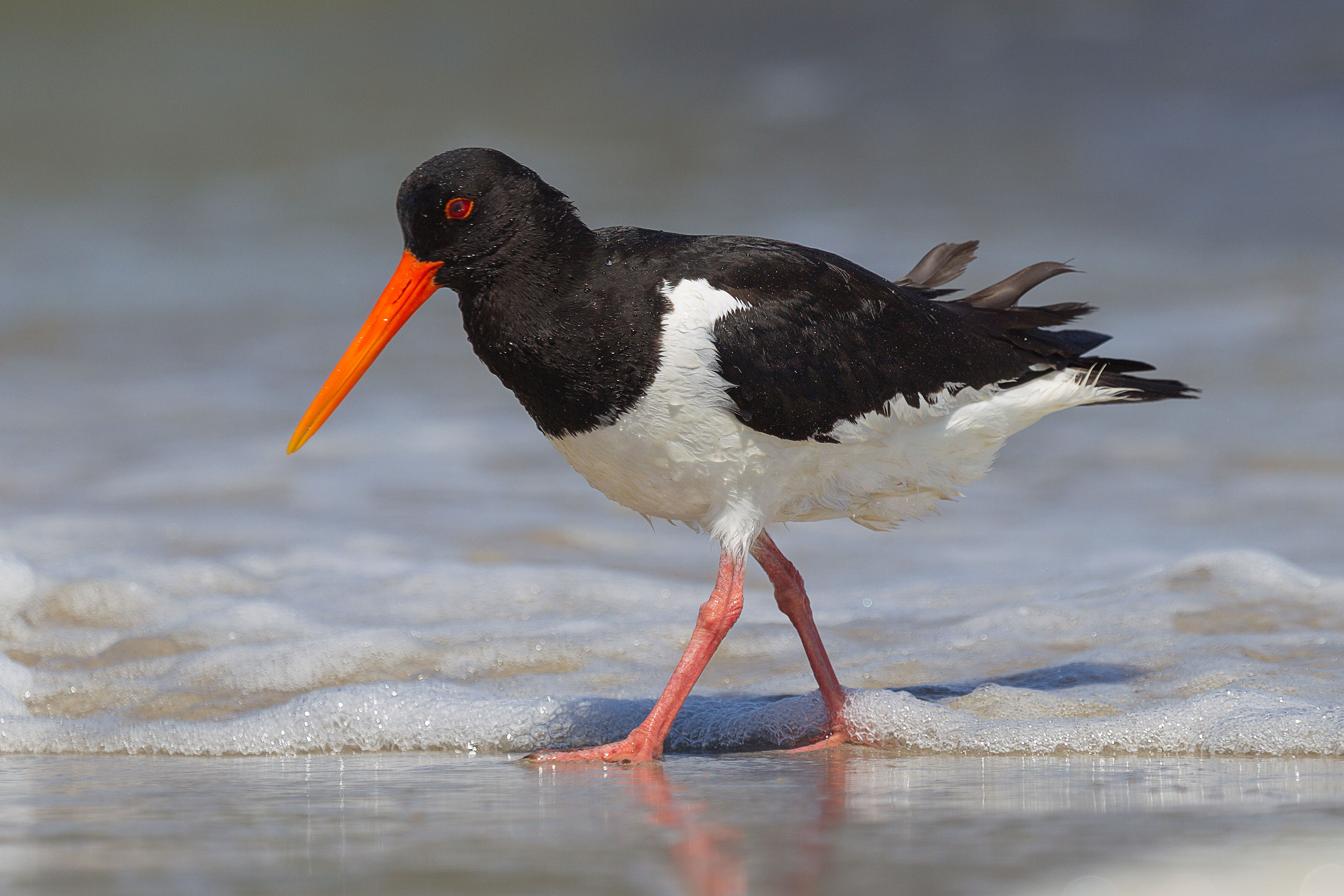
Csigaforgató

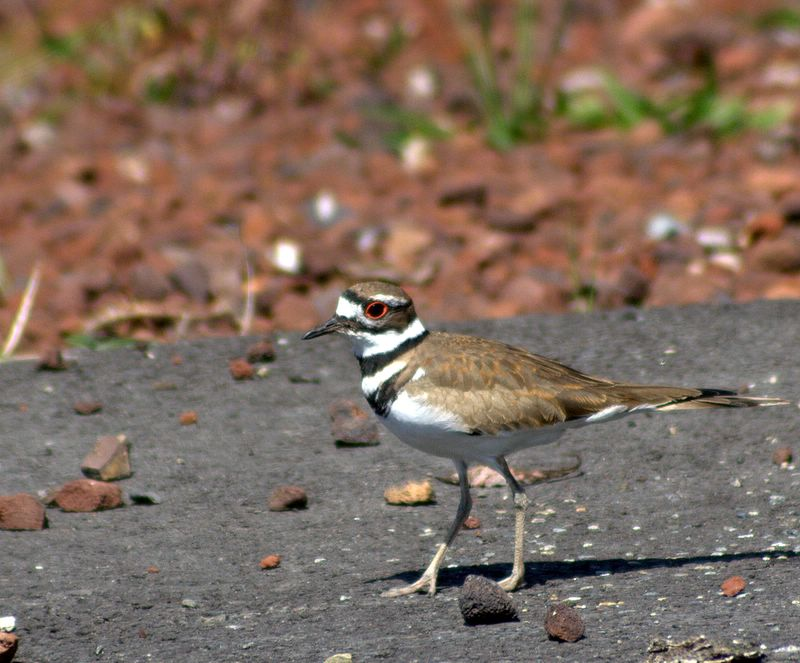
Ékfarkú lile

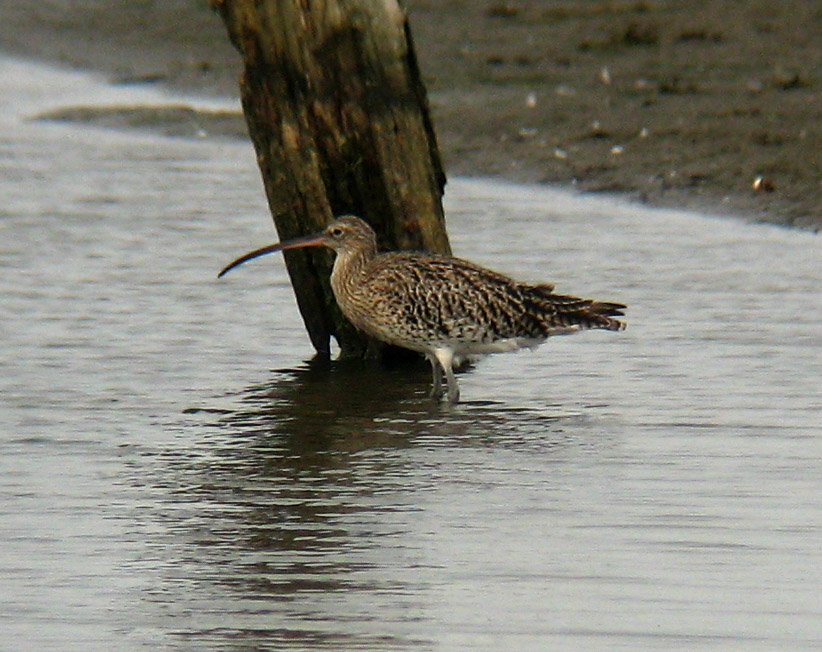
Nagy póling

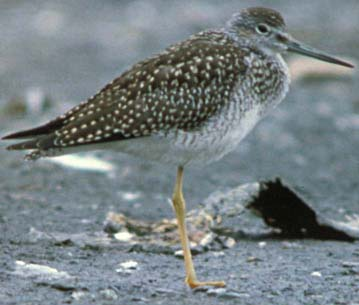
Mocsári cankó

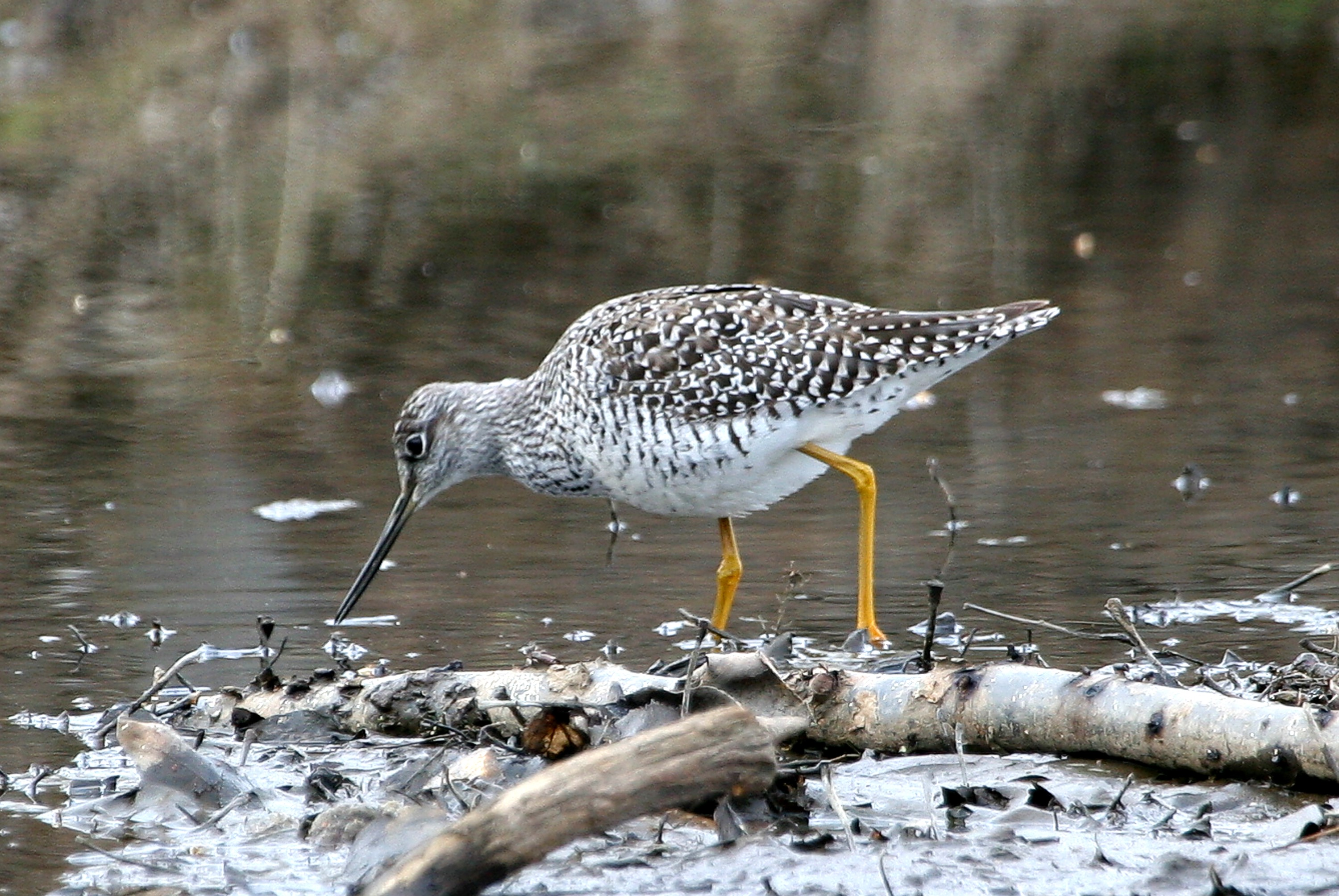
Sárgalábú cankó

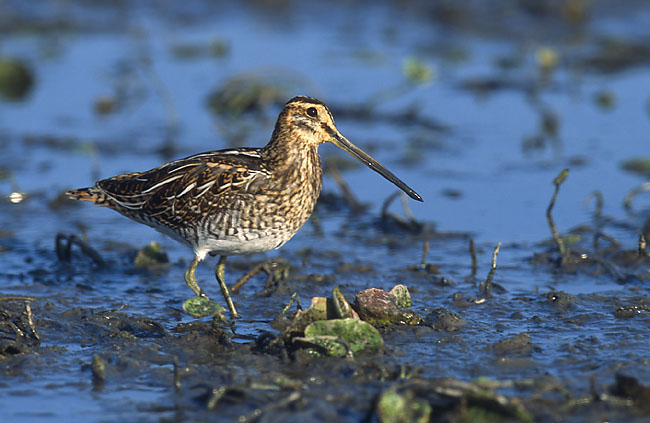
Sárszalonka

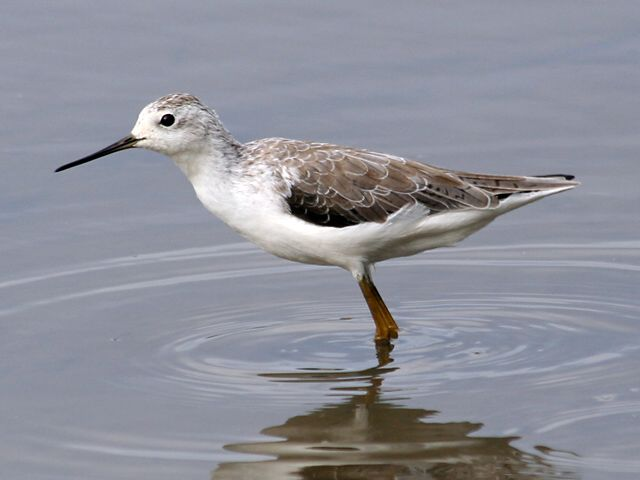
Tavi cankó

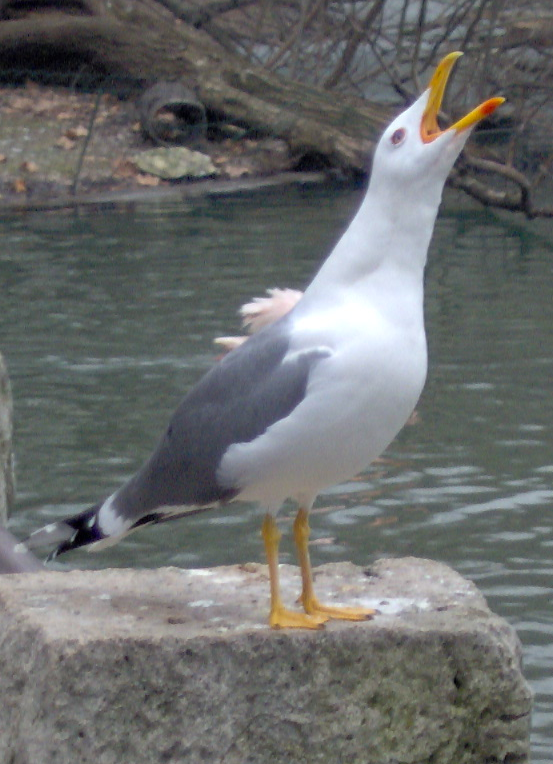
Sárgalábú sirály

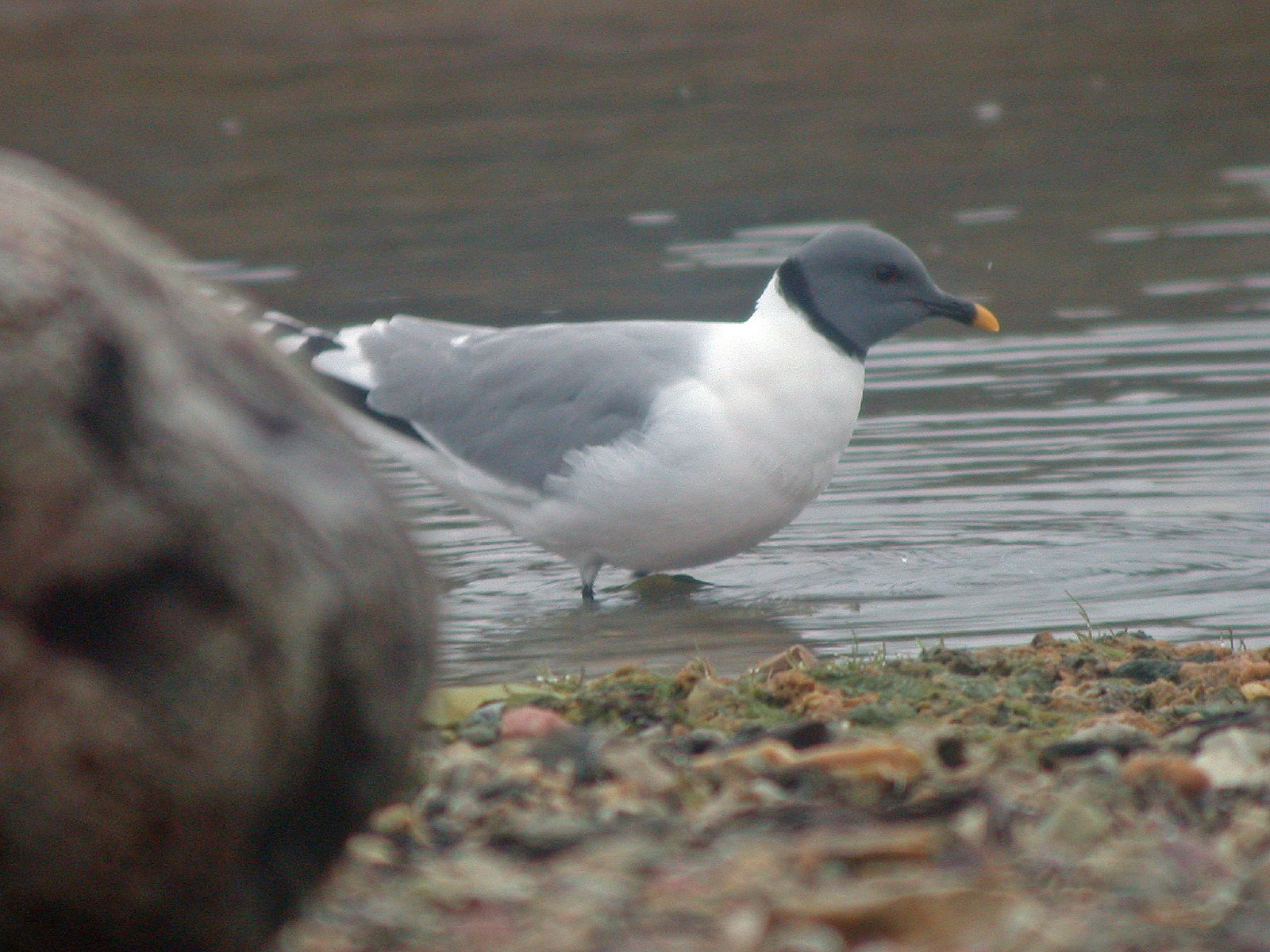
Fecskesirály

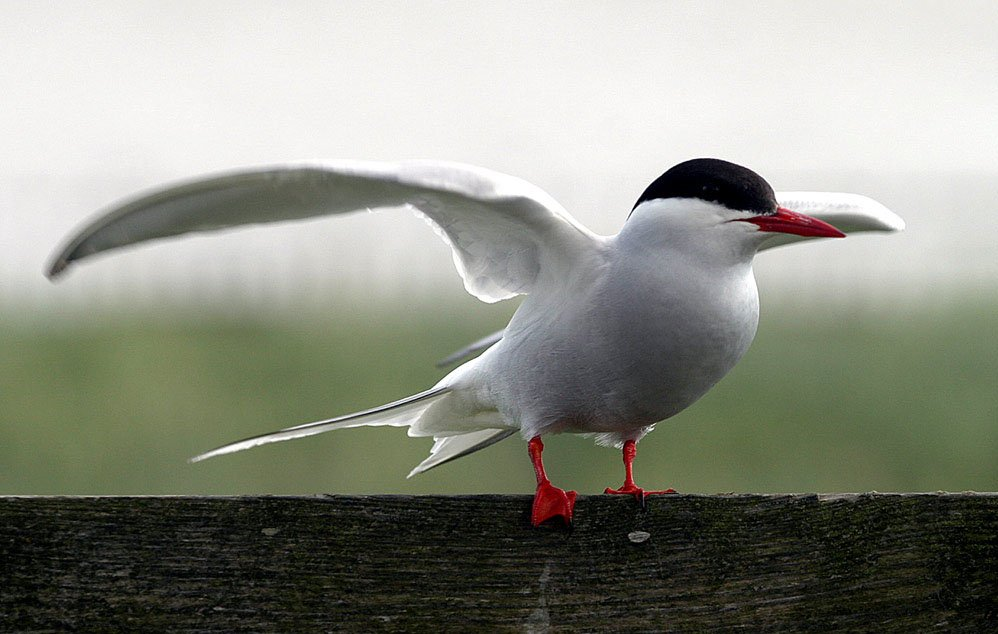
Sarki csér

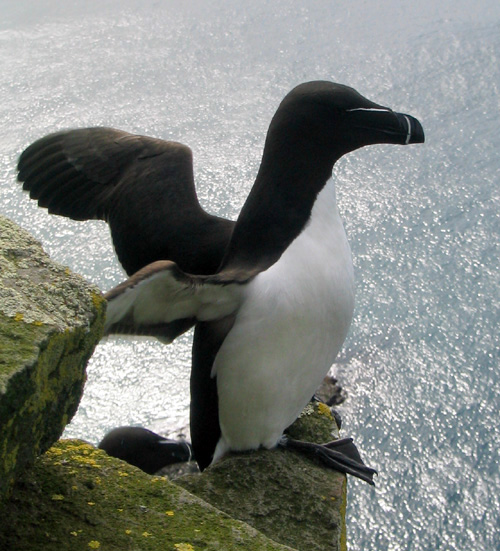
Alka

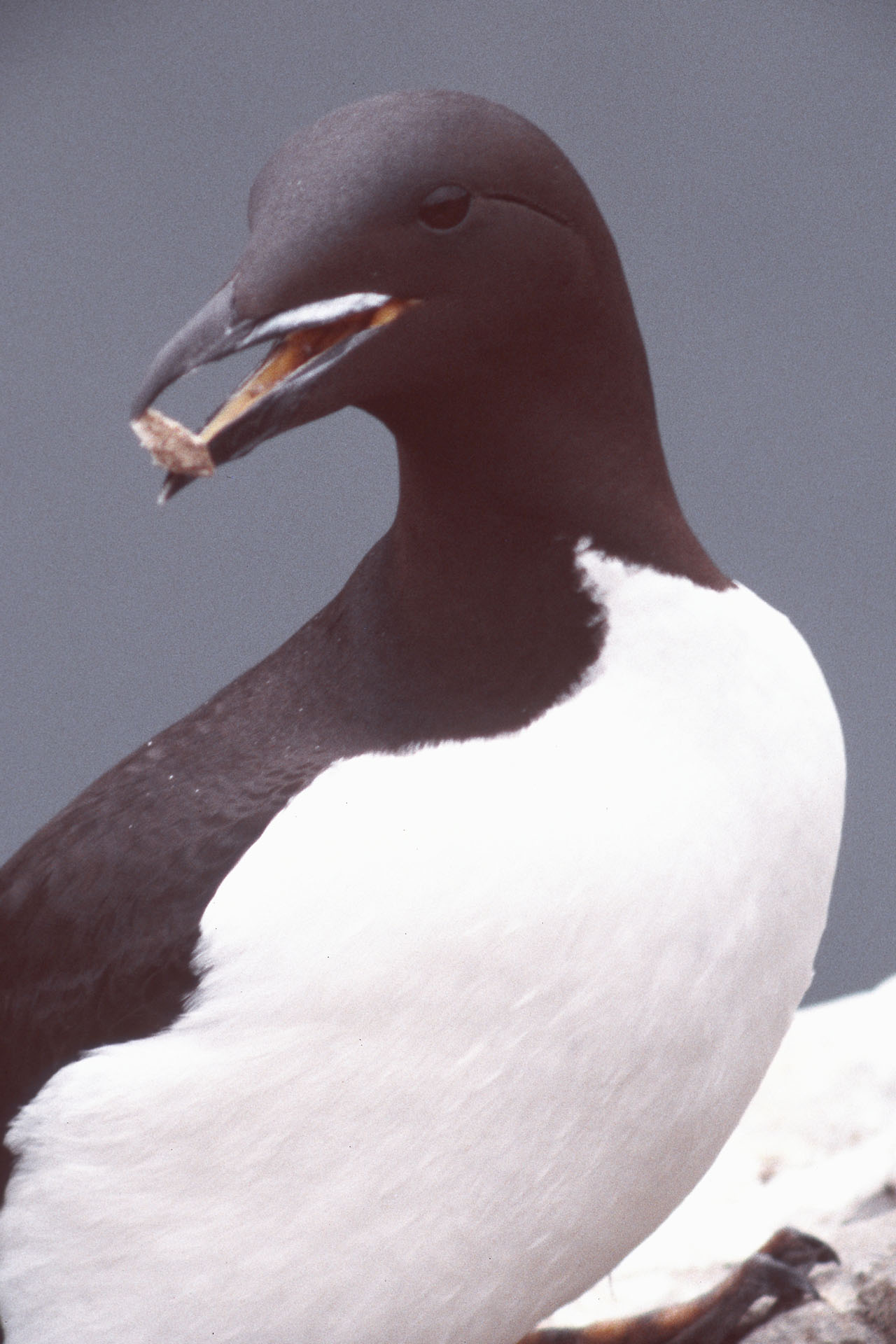
Vastagcsőrű lumma

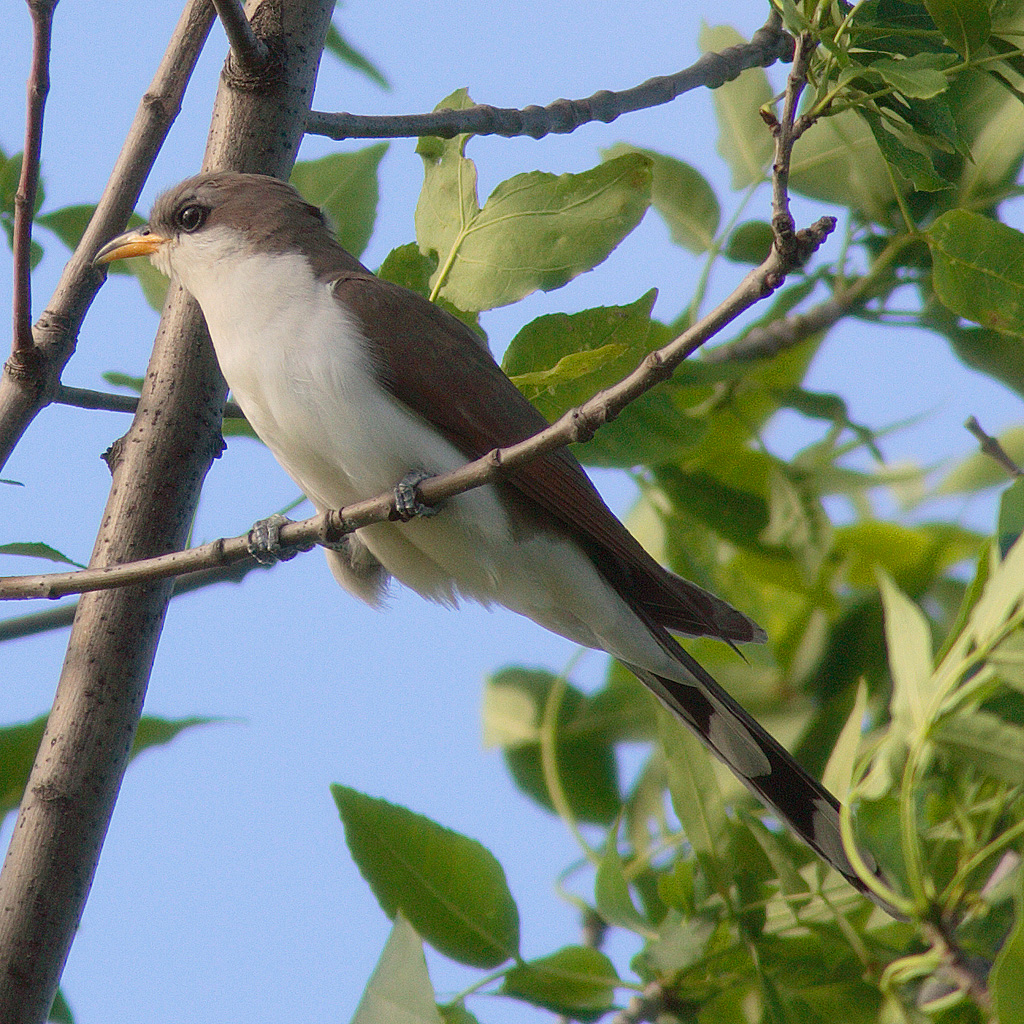
Sárgacsőrű esőkakukk

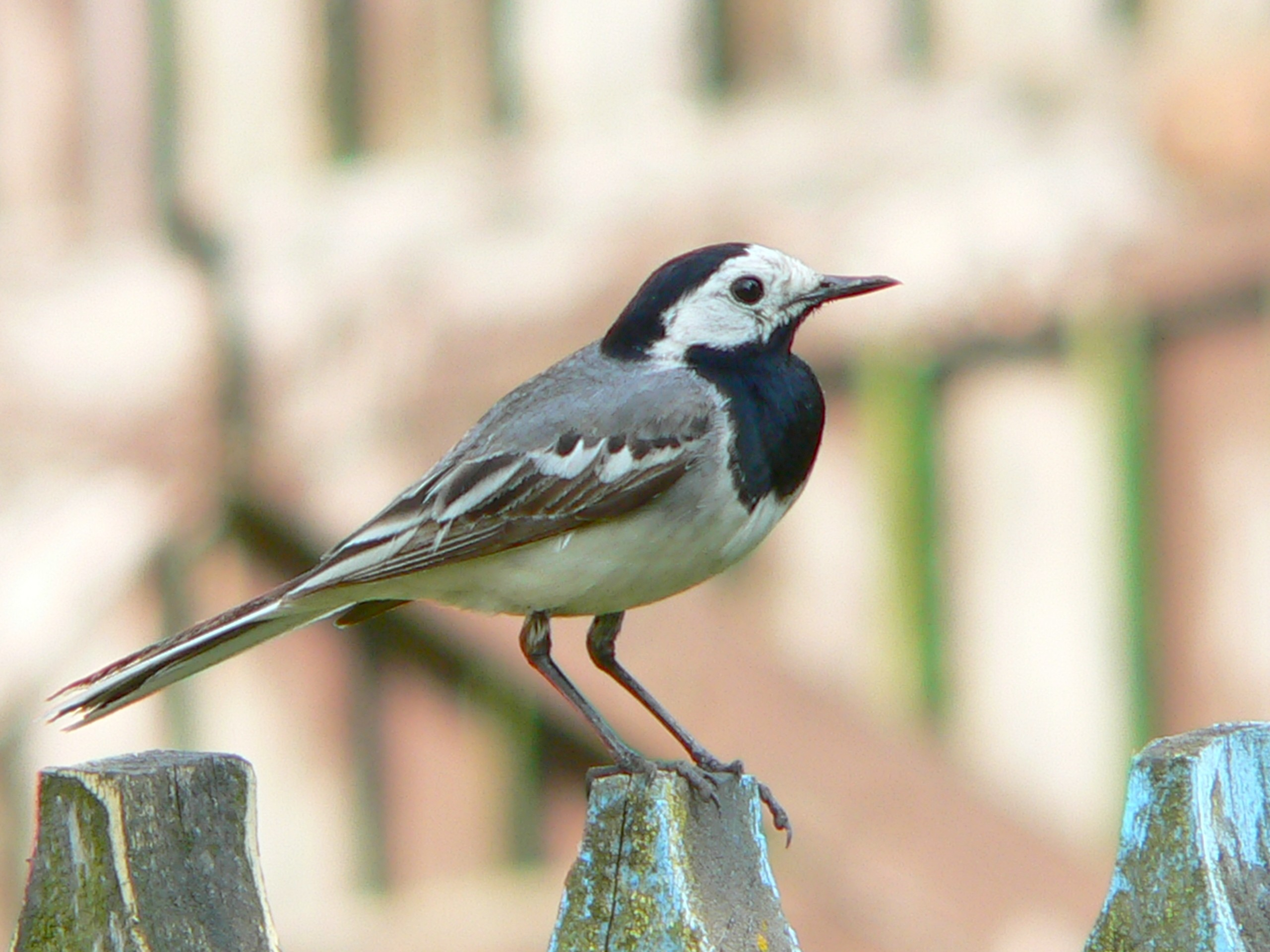
Barázdabillegető

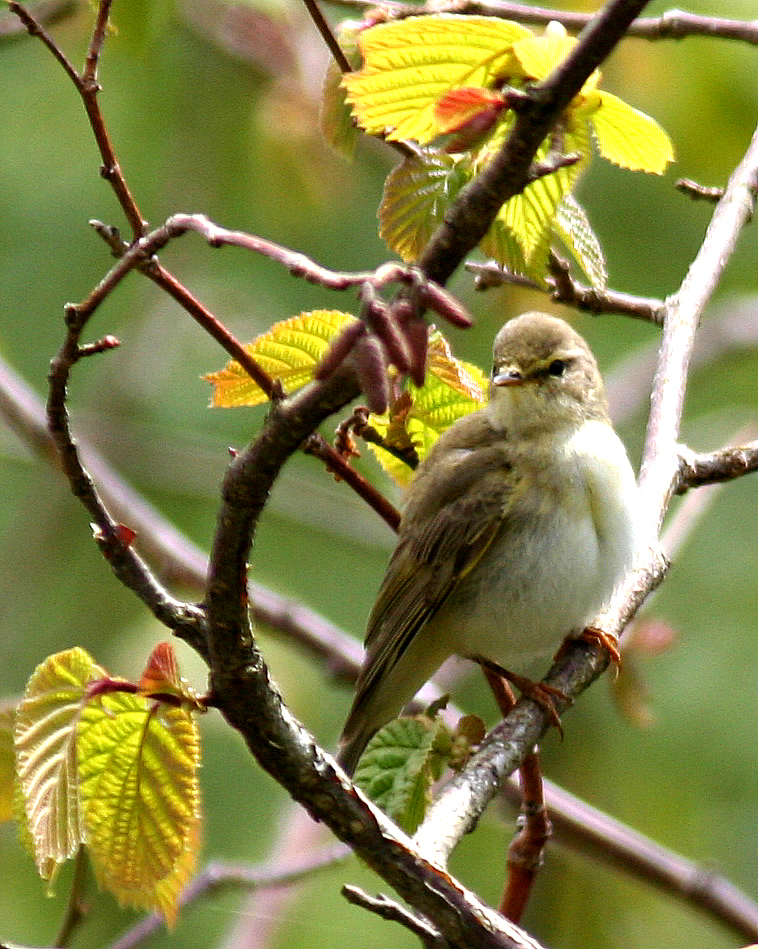
Fitiszfüzike

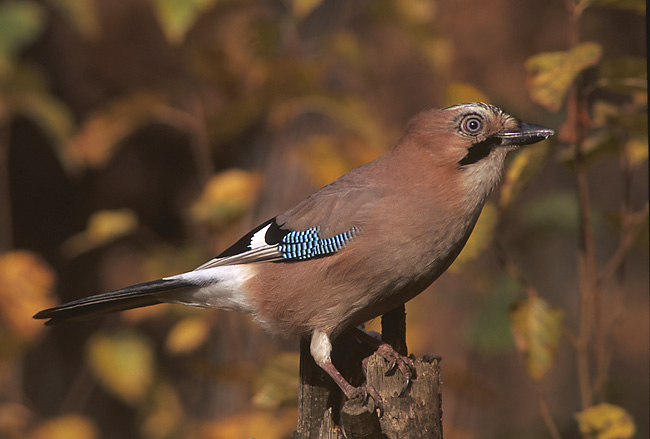
Szajkó

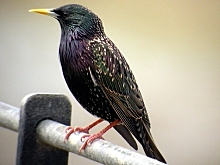
Seregély

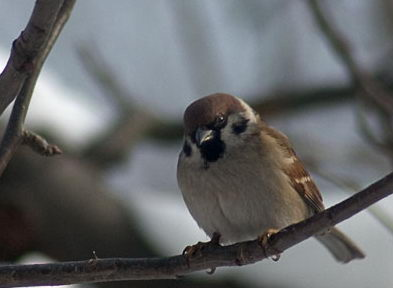
Mezei veréb

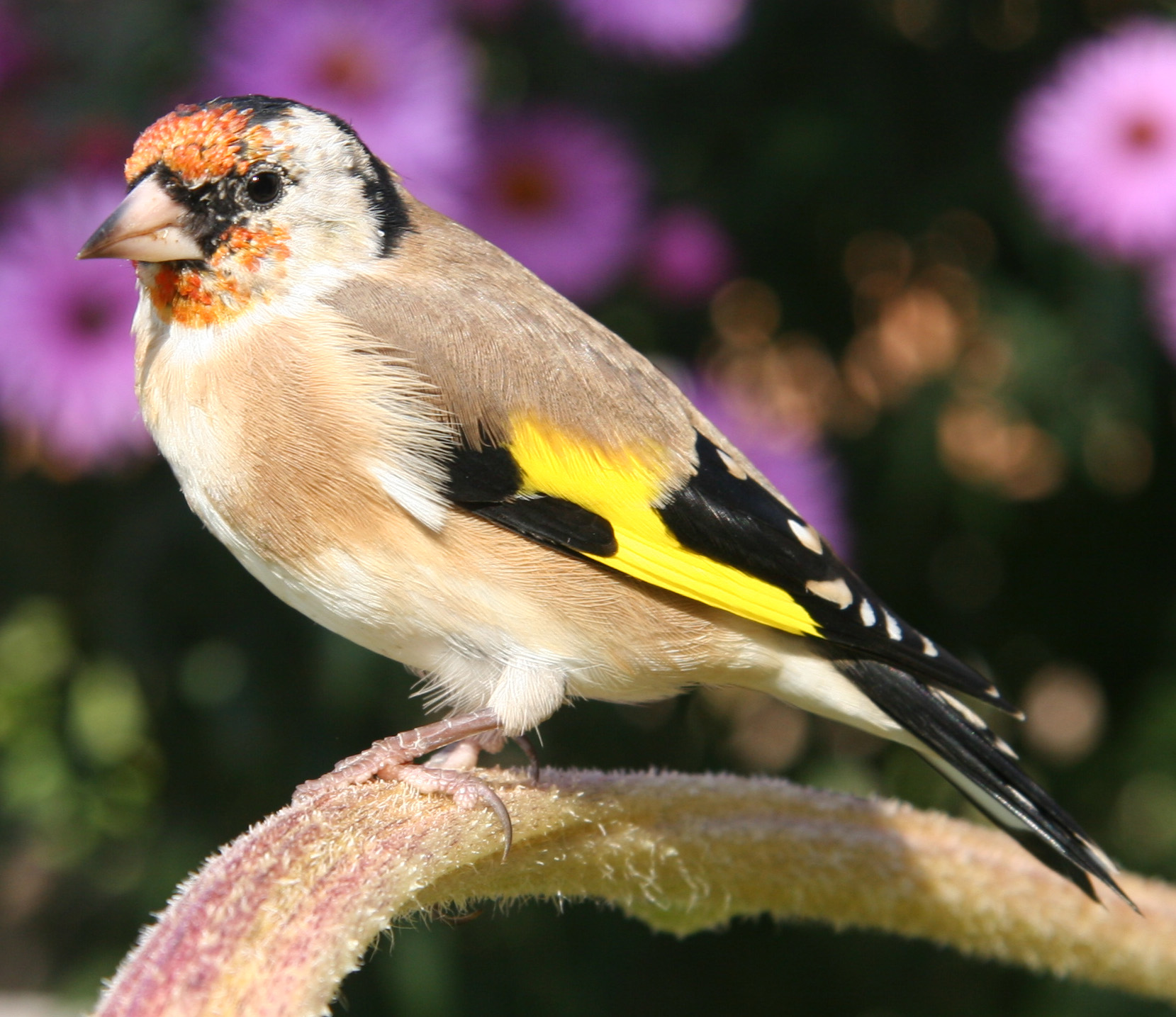
Tengelic

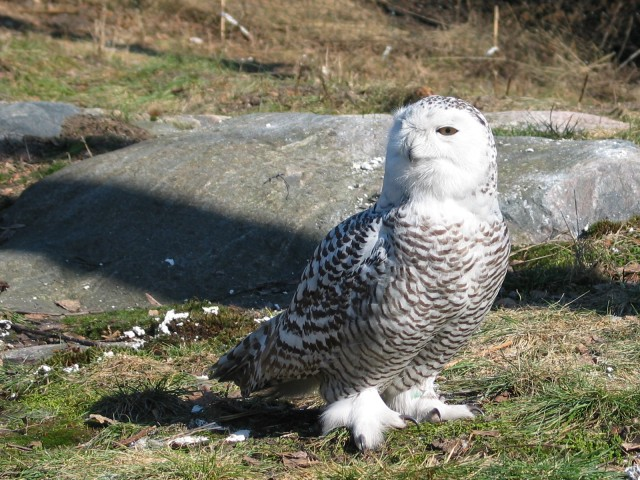
Hóbagoly

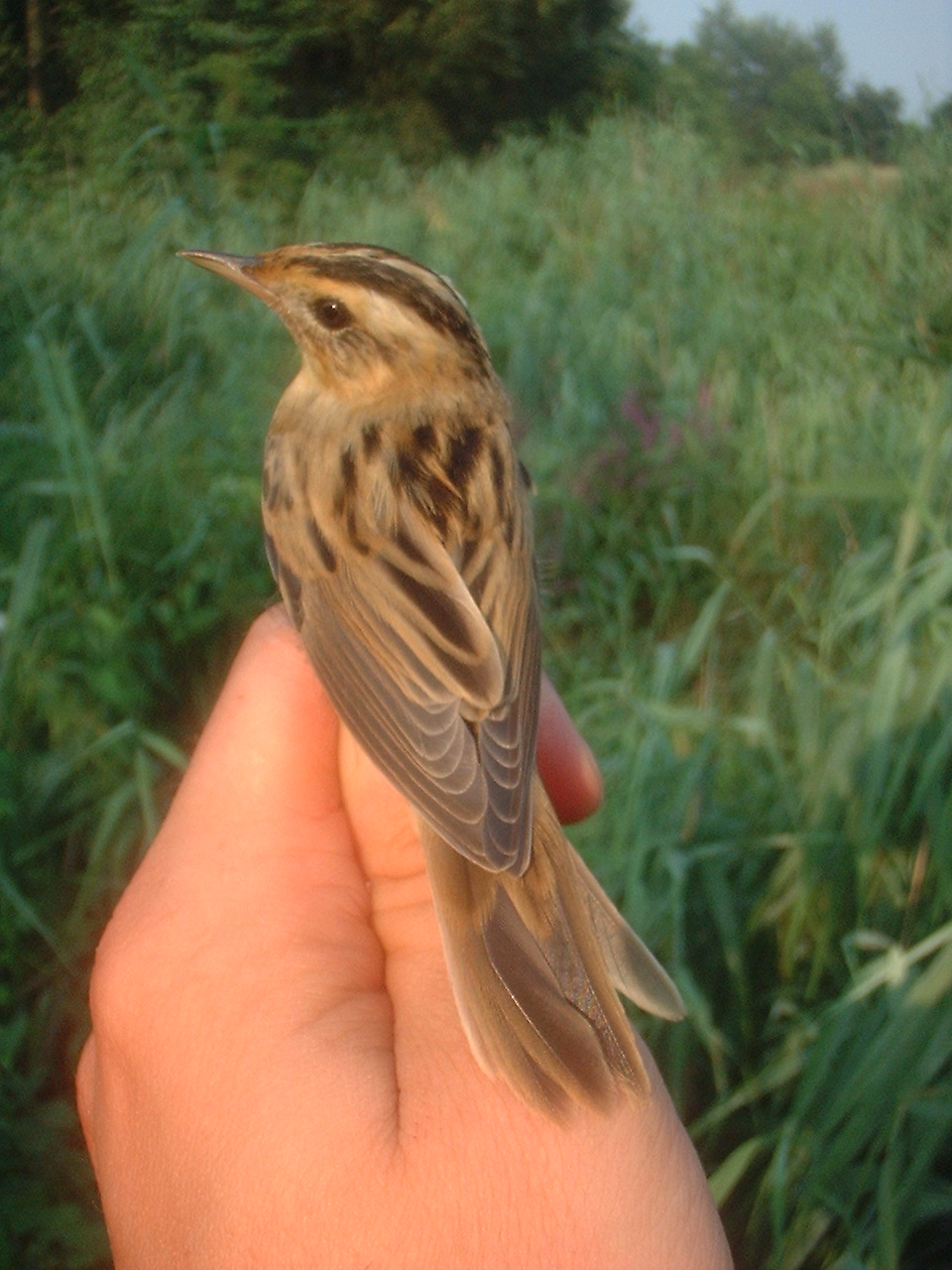
Csíkosfejű nádiposzáta

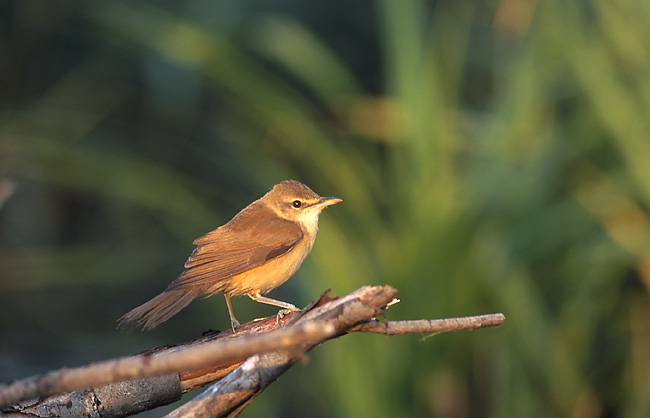
Nádirigó

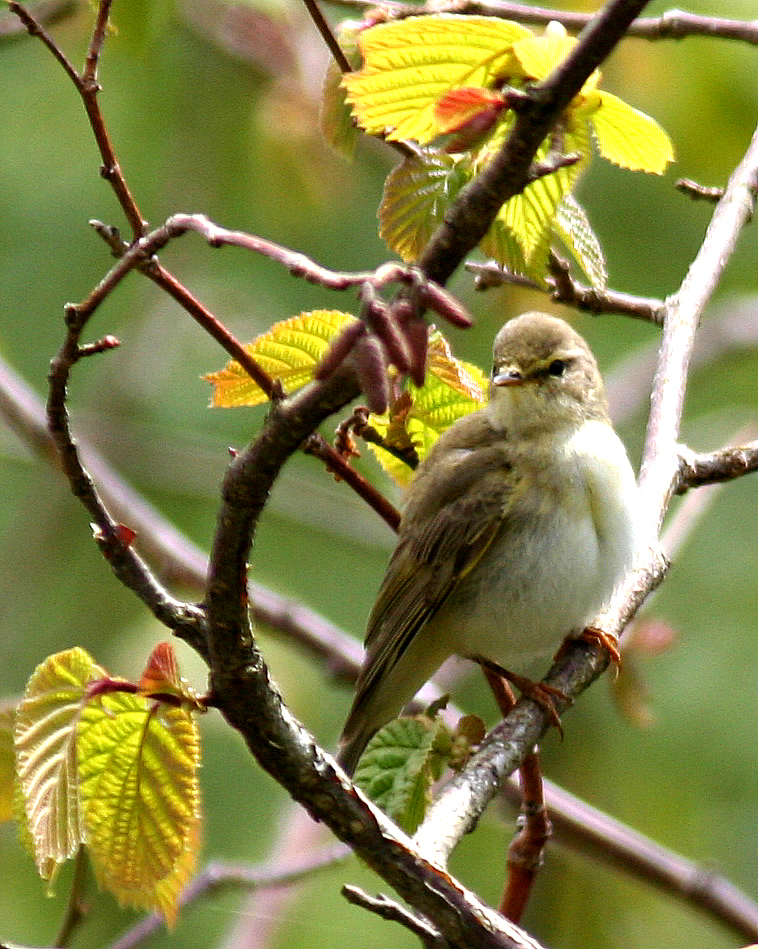
Fitiszfüzike

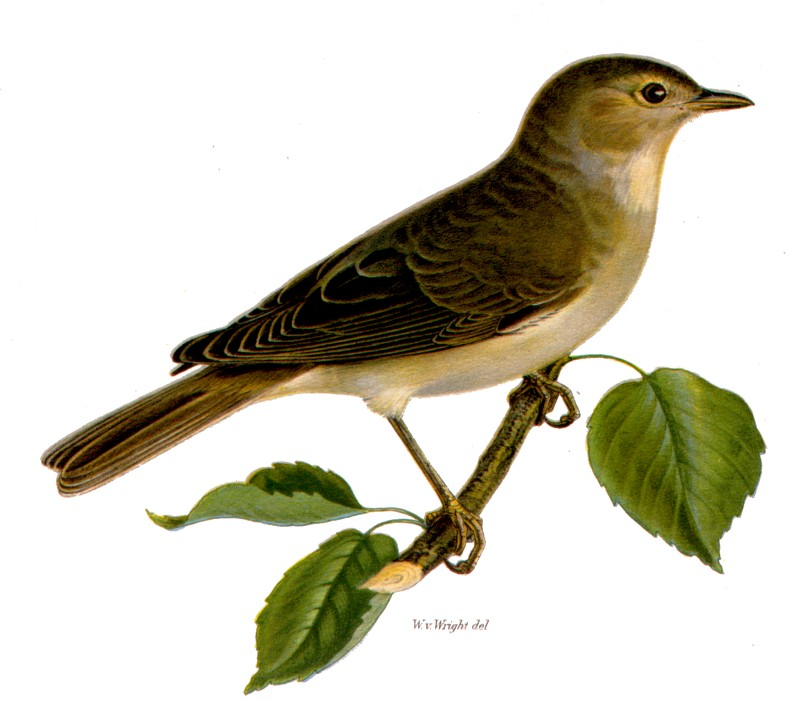
Kerti poszáta

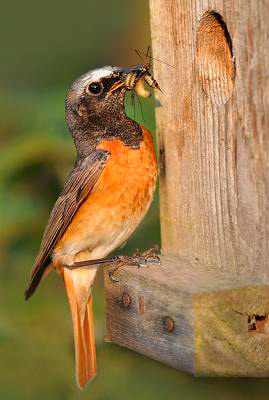
Kerti rozsdafarkú

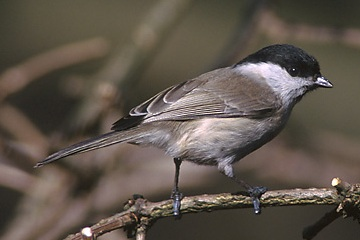
Kormosfejű cinege

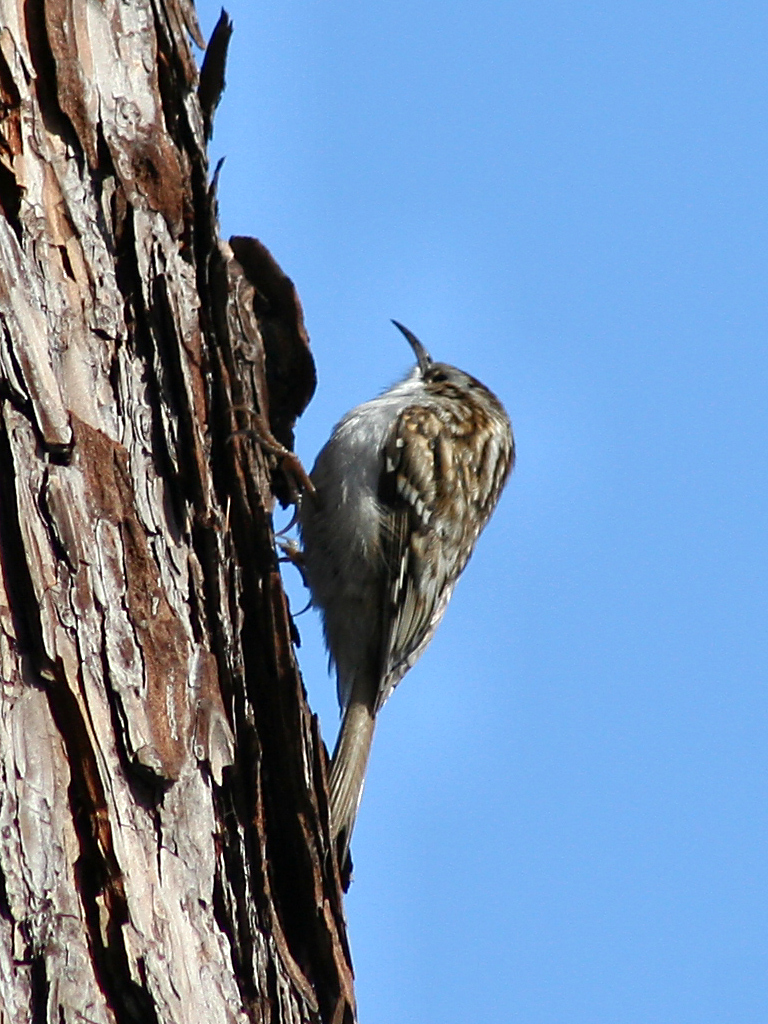
Hegyi fakusz

- Rend: búváralakúak (Gaviiformes) – 4 faj
  - Család: búvárfélék (Gaviidae)
    - északi búvár (Gavia stellata)
    - sarki búvár (Gavia arctica)
    - jeges búvár (Gavia immer)
    - fehércsőrű búvár (Gavia adamsii)

- Rend: vöcsökalakúak (Podicipediformes) – 6 faj
  - Család: Vöcsökfélék (Podicipedidae)
    - kis vöcsök (Tachybaptus ruficollis)
    - gyűrűscsőrű vöcsök (Podilymbus podiceps)
    - vörösnyakú vöcsök (Podiceps grisegena)
    - búbos vöcsök (Podiceps cristatus)
    - füles vöcsök (Podiceps auritus)
    - feketenyakú vöcsök (Podiceps nigricollis)

- Rend: viharmadár-alakúak (Procellariiformes) – 8 faj
  - Család: albatroszfélék (Diomedeidae)
    - dolmányos albatrosz (Thalassarche melanophris, más néven Diomedea melanophris)

  - Család: viharmadárfélék (Procellariidae)
    - északi sirályhojsza (Fulmarus glacialis)
    - mediterrán vészmadár (Calonectris diomedea)
    - nagy vészmadár (Puffinus gravis)
    - szürke vészmadár (Puffinus griseus)
    - atlanti vészmadár (Puffinus puffinus)

  - Család: viharfecskefélék (Hydrobatidae)
    - európai viharfecske (Hydrobates pelagicus)
    - villás viharfecske (Oceanodroma leucorhoa)

- Rend: gödényalakúak (Pelecaniformes) – 2 faj
  - Család: kárókatonafélék (Phalacrocoracidae)
    - nagy kárókatona (Phalacrocorax carbo)
    - üstökös kárókatona (Phalacrocorax aristotelis)

- Rend: gólyaalakúak (Ciconiiformes) – 12 faj
  - Család: gémfélék (Ardeidae)
    - szürke gém (Ardea cinerea)
    - vörös gém (Ardea purpurea)
    - nagy kócsag (Egretta alba) vagy (Ardea alba)
    - kis kócsag (Egretta garzetta)
    - pásztorgém (Bubulcus ibis)
    - bakcsó (Nycticorax nycticorax)
    - törpegém (Ixobrychus minutus)
    - bölömbika (Botaurus stellaris)

  - Család: gólyafélék (Ciconiidae)
    - fekete gólya (Ciconia nigra)
    - fehér gólya (Ciconia ciconia)

  - Család: íbiszfélék (Threskiornithidae)
    - batla (Plegadis falcinellus)
    - kanalasgém (Platalea leucorodia)

- Rend: lúdalakúak (Anseriformes) – 44 faj
  - Család: récefélék (Anatidae)
    - bütykös hattyú (Cygnus olor)
    - énekes hattyú (Cygnus cygnus)
    - vetési lúd (Anser fabalis)
    - rövidcsőrű lúd (Anser brachyrhynchus)
    - nagy lilik (Anser albifrons)
    - kis lilik (Anser erythropus)
    - nyári lúd (Anser anser)
    - sarki lúd (Chen caerulescens)
    - kanadai lúd (Branta canadensis)
    - apácalúd (Branta leucopsis)
    - örvös lúd (Branta bernicla)
    - vörösnyakú lúd (Branta ruficollis)
    - vörös ásólúd (Tadorna ferruginea)
    - bütykös ásólúd (Tadorna tadorna)
    - mandarinréce (Aix galericulata)
    - fütyülő réce (Anas penelope)
    - álarcos réce (Anas americana)
    - kendermagos réce (Anas strepera)
    - csörgő réce (Anas crecca)
    - tőkés réce (Anas platyrhynchos)
    - kormos réce (Anas rubripes)
    - nyílfarkú réce (Anas acuta)
    - böjti réce (Anas querquedula)
    - kékszárnyú réce (Anas discors)
    - kanalas réce (Anas clypeata)
    - barátréce (Aythya ferina)
    - örvös réce (Aythya collaris)
    - cigányréce (Aythya nyroca)
    - kontyos réce (Aythya fuligula)
    - hegyi réce (Aythya marila)
    - pehelyréce (Somateria mollissima)
    - cifra pehelyréce (Somateria spectabilis)
    - Steller-pehelyréce (Polysticta stelleri)
    - tarka réce (Histrionicus histrionicus )
    - jegesréce (Clangula hyemalis)
    - fekete réce (Melanitta nigra)
    - pápaszemes réce (Melanitta perspicillata)
    - füstös réce (Melanitta fusca)
    - izlandi kerceréce (Bucephala islandica)
    - kerceréce (Bucephala clangula)
    - örvös bukó (Mergus serrator)
    - nagy bukó (Mergus merganser)
    - halcsontfarkú réce (Oxyura jamaicensis)
    - kékcsőrű réce (Oxyura leucocephala)

- Rend: sólyomalakúak (Falconiformes) – 21 faj
  - Család: halászsasfélék (Pandionidae)
    - halászsas (Pandion haliaetus)

  - Család: vágómadárfélék (Accipitridae)
    - darázsölyv (Pernis apivorus)
    - barna kánya (Milvus migrans)
    - rétisas (Haliaeetus albicilla)
    - kékes rétihéja (Circus cyaneus)
    - fakó rétihéja (Circus macrourus)
    - hamvas rétihéja (Circus pygargus)
    - barna rétihéja (Circus aeruginosus)
    - karvaly (Accipiter nisus)
    - héja (Accipiter gentilis)
    - egerészölyv (Buteo buteo)
    - gatyás ölyv (Buteo lagopus)
    - szirti sas (Aquila chrysaetos)
    - törpesas (Hieraaetus pennatus)

  - Család: sólyomfélék (Falconidae)
    - fehérkarmú vércse (Falco naumanni)
    - vörös vércse (Falco tinnunculus)
    - kék vércse (Falco vespertinus )
    - kis sólyom (Falco columbarius)
    - kabasólyom (Falco subbuteo)
    - északi sólyom (Falco rusticolus )
    - vándorsólyom (Falco peregrinus)

- Rend: tyúkalakúak (Galliformes) – 7 faj
  - Család: fácánfélék (Tetraonidae)
    - sarki hófajd (Lagopus lagopus)
    - alpesi hófajd (Lagopus mutus)
    - nyírfajd ((Lyrurus tetrix)) vagy (Tetrao tetrix)
    - vörös fogoly (Alectoris rufa)
    - fogoly (Perdix perdix)
    - fürj (Coturnix coturnix)
    - fácán (Phasianus colchicus)

- Rend: darualakúak (Gruiformes) – 12 faj
  - Család: darufélék (Gruidae)
    - daru (Grus grus)

  - Család: guvatfélék (Rallidae)
    - guvat (Rallus aquaticus)
    - haris (Crex crex)
    - kis vízicsibe (Porzana parva)
    - törpevízicsibe (Porzana pusilla)
    - pettyes vízicsibe (Porzana porzana)
    - vízityúk (Gallinula chloropus)
    - kék fú (Porphyrio porphyrio)
    - szárcsa (Fulica atra)

  - Család: túzokfélék (Otididae)
    - túzok (Otis tarda)

- Rend: lilealakúak (Charadriiformes) – 87 faj
  - Család: csigaforgatófélék (Haematopodidae)
    - csigaforgató (Haematopus ostralegus)

  - Család: gulipánfélék (Recurvirostridae)
    - gulipán (Recurvirostra avosetta)

  - Család: ugartyúkfélék (Burhinidae)
    - ugartyúk (Burhinus oedicnemus)

  - Család: székicsérfélék (Glareolidae)
    - székicsér (Glareola pratincola)
    - feketeszárnyú székicsér (Glareola nordmanni)

  - Család: lilefélék (Charadriidae)
    - bíbic (Vanellus vanellus)
    - aranylile (Pluvialis apricaria)
    - ezüstlile (Pluvialis squatarola)
    - parti lile (Charadrius hiaticula)
    - kis lile (Charadrius dubius)
    - ékfarkú lile (Charadrius vociferus)
    - széki lile (Charadrius alexandrinus)
    - havasi lile (Charadrius morinellus)

  - Család: szalonkafélék (Scolopacidae)
    - nagy goda (Limosa limosa)
    - kis goda (Limosa lapponica)
    - kis póling (Numenius phaeopus)
    - nagy póling (Numenius arquata)
    - füstös cankó (Tringa erythropus)
    - piroslábú cankó (Tringa totanus)
    - tavi cankó (Tringa stagnatilis)
    - szürke cankó (Tringa nebularia)
    - mocsári cankó (Tringa melanoleuca)
    - sárgalábú cankó (Tringa flavipes)
    - erdei cankó (Tringa ochropus)
    - remetecankó (Tringa solitaria)
    - réti cankó (Tringa glareola)
    - terekcankó (Xenus cinereus)
    - billegetőcankó (Actitis hypoleucos)
    - pettyes billegetőcankó (Actitis macularia)
    - kőforgató (Arenaria interpres)
    - sarki partfutó (Calidris canutus)
    - fenyérfutó (Calidris alba)
    - apró partfutó (Calidris minuta)
    - Temminck-partfutó (Calidris temminckii)
    - Bonaparte-partfutó (Calidris fuscicollis)
    - Baird-partfutó (Calidris bairdii)
    - vándorpartfutó (Calidris melanotos)
    - tengeri partfutó (Calidris maritima)
    - havasi partfutó (Calidris alpina)
    - sarlós partfutó (Calidris ferruginea)
    - erdei szalonka (Scolopax rusticola)
    - nagy sárszalonka (Gallinago media)
    - sárszalonka (Gallinago gallinago)
    - kis sárszalonka (Lymnocryptes minimus)
    - hosszúcsőrű cankógoda (Limnodromus scolopaceus)
    - sárjáró (Limicola falcinellus)
    - cankópartfutó (Tryngites subruficollis)
    - pajzsos cankó (Philomachus pugnax)
    - vékonycsőrű víztaposó (Phalaropus lobatus)
    - laposcsőrű víztaposó (Phalaropus fulicarius)

  - Család: halfarkasfélék (Stercorariidae)
    - szélesfarkú halfarkas (Stercorarius pomarinus)
    - ékfarkú halfarkas (Stercorarius parasiticus)
    - nyílfarkú halfarkas (Stercorarius longicaudus)

  - Család: sirályfélék (Laridae)
    - hósirály (Pagophila eburnea)
    - gyűrűscsőrű sirály (Larus delawarensis)
    - viharsirály (Larus canus)
    - ezüstsirály (Larus argentatus)
    - heringsirály (Larus fuscus)
    - dolmányos sirály (Larus marinus)
    - jeges sirály (Larus hyperboreus)
    - sarki sirály (Larus glaucoides)
    - kacagó sirály (Larus atricilla)
    - Franklin-sirály (Larus pipixcan)
    - szerecsensirály (Larus melanocephalus)
    - dankasirály (Larus ridibundus)
    - Bonaparte-sirály (Larus philadelphia)
    - kis sirály (Larus minutus)
    - rózsás sirály (Rhodostethia rosea)
    - Csüllő (Rissa tridactyla)
    - fecskesirály (Xema sabini) vagy (Larus sabini)

  - Család: csérfélék (Sternidae)
    - lócsér (Sterna caspia)
    - küszvágó csér (Sterna hirundo)
    - sarki csér (Sterna paradisaea)
    - tavi csér vagy Forster-csér (Sterna forsteri)
    - rózsás csér (Sterna dougallii)
    - álarcos csér (Sterna anaethetus)
    - kis csér (Sterna albifrons)
    - kenti csér (Sterna sandvicensis)
    - fattyúszerkő (Chlidonias hybridus)
    - fehérszárnyú szerkő (Chlidonias leucopterus)
    - kormos szerkő (Chlidonias niger)

  - Család: alkafélék (Alcidae)
    - alkabukó (Alle alle)
    - alka (Alca torda)
    - vastagcsőrű lumma (Uria lomvia)
    - lumma (Uria aalge)
    - fekete lumma (Cepphus grylle)
    - lunda (Fratercula arctica)

- Rend: galambalakúak (Columbiformes) – 6 faj
  - galambfélék (Columbidae)
    - szirti galamb (Columba livia)
    - kék galamb (Columba oenas)
    - örvös galamb (Columba palumbus)
    - vadgerle (Streptopelia turtur)
    - balkáni gerle (Streptopelia decaocto)

- Rend: kakukkalakúak (Cuculiformes) – 3 faj
  - Család: kakukkfélék (Cuculidae)
    - pettyes kakukk (Clamator glandarius)
    - kakukk (Cuculus canorus)
    - sárgacsőrű esőkakukk (Coccyzus americanus)

- Rend: bagolyalakúak (Strigiformes) – 8 faj
  - Család: gyöngybagolyfélék (Tytonidae)
    - gyöngybagoly (Tyto alba)

  - Család: bagolyfélék (Strigidae)
    - füleskuvik (Otus scops)
    - hóbagoly (Nyctea scandiaca)
    - macskabagoly (Strix aluco)
    - karvalybagoly (Surnia ulula)
    - gatyáskuvik (Aegolius funereus)
    - erdei fülesbagoly (Asio otus)
    - réti fülesbagoly (Asio flammeus)

- Rend: lappantyúalakúak (Caprimulgiformes) – 1 faj
  - Család: lappantyúfélék (Caprimulgidae)
    - lappantyú (Caprimulgus europaeus)

- Rend: sarlósfecske-alakúak (Apodiformes) – 2 faj
  - Család: sarlósfecskefélék (Apodidae)
    - havasi sarlósfecske (Tachymarptis melba) vagy (Apus melba)
    - sarlósfecske (Apus apus)

- Rend: szalakótaalakúak (Coraciiformes) – 4 faj
  - Család: jégmadárfélék (Alcedinidae)
    - jégmadár (Alcedo atthis)

  - Család: gyurgyalagfélék (Meropidae)
    - gyurgyalag (Merops apiaster)

  - Család: szalakótafélék (Coraciidae)
    - szalakóta (Coracias garrulus)

  - Család: bankafélék (Upupidae)
    - búbos banka (Upupa epops)

- Rend: harkályalakúak (Piciformes) – 3 faj
  - Család: harkályfélék (Picidae)
    - nyaktekercs (Jynx torquilla)
    - nagy fakopáncs (Dendrocopos major)
    - zöld küllő (Picus viridis)

- Rend:verébalakúak (Passeriformes) – 142 faj
  - Család:pacsirtafélék (Alaudidae)
    - kalandrapacsirta (Melanocorypha calandra)
    - hegyi kalandrapacsirta (Melanocorypha bimaculata)
    - szikipacsirta (Calandrella brachydactyla)
    - búbos pacsirta (Galerida cristata)
    - erdei pacsirta (Lullula arborea)
    - mezei pacsirta (Alauda arvensis)
    - havasi fülespacsirta (Eremophila alpestris)

  - Család: fecskefélék (Hirundinidae)
    - partifecske (Riparia riparia)
    - szirtifecske (Ptyonoprogne rupestris)
    - vörhenyes fecske (Hirundo daurica) vagy (Cecropis daurica)
    - molnárfecske (Delichon urbica)

  - Család: billegetőfélék (Motacillidae)
    - sárga billegető (Motacilla flava)
    - citrombillegető (Motacilla citreola)
    - hegyi billegető (Motacilla cinerea)
    - ausztrál sarkantyúspityer (Anthus novaeseelandiae)
    - parlagi pityer (Anthus campestris)
    - réti pityer (Anthus pratensis)
    - erdei pityer (Anthus trivialis)
    - olívhátú pityer (Anthus hodgsoni)
    - rozsdástorkú pityer (Anthus cervinus)
    - tundrapityer (Anthus gustavi)
    - csendes-óceáni vízipityer (Anthus rubescens)
    - parti pityer (Anthus petrosus)

  - Család: királykafélék ((Regulidae)
    - tüzesfejű királyka (Regulus ignicapillus)
    - sárgafejű királyka (Regulus regulus)

  - Család: csonttollúfélék (Bombycillidae)
    - csonttollú (Bombycilla garrulus)

  - Család: vízirigófélék (Cinclidae)
    - vízirigó (Cinclus cinclus)

  - Család: ökörszemfélék (Troglodytidae)
    - ökörszem (Troglodytes troglodytes)

  - Család: szürkebegyfélék (Prunellidae)
    - havasi szürkebegy (Prunella collaris)
    - hegyi szürkebegy (Prunella montanella)
    - erdei szürkebegy (Prunella modularis)

  - Család: rigófélék (Turdidae)
    - kövirigó (Monticola saxatilis)
    - flótázó fülemülerigó (Catharus ustulatus)
    - örvös rigó (Turdus torquatus)
    - fekete rigó (Turdus merula)
    - fenyőrigó (Turdus pilaris)
    - szőlőrigó (Turdus iliacus)
    - léprigó (Turdus viscivorus)
    - vándorrigó (Turdus migratorius)
    - himalájai földirigó (Zoothera dauma)

  - Család: óvilági poszátafélék (Sylviidae)
    - foltos tücsökmadár (Locustella lanceolata)
    - réti tücsökmadár (Locustella naevia)
    - berki tücsökmadár (Locustella fluviatilis)
    - nádi tücsökmadár (Locustella luscinioides)
    - csíkosfejű nádiposzáta (Acrocephalus paludicola)
    - foltos nádiposzáta (Acrocephalus schoenobaenus)
    - rozsdás nádiposzáta (Acrocephalus agricola)
    - cserregő nádiposzáta (Acrocephalus scirpaceus)
    - énekes nádiposzáta (Acrocephalus palustris)
    - berki nádiposzáta (Acrocephalus dumetorum)
    - nádirigó (Acrocephalus arundinaceus)
    - kis geze (Hippolais caligata)
    - déli geze (Hippolais polyglotta)
    - kerti geze (Hippolais icterina)
    - fitiszfüzike (Phylloscopus trochilus)
    - csilpcsalpfüzike (Phylloscopus collybita)
    - Bonelli-füzike (Phylloscopus bonelli)
    - sisegő füzike (Phylloscopus sibilatrix)
    - barna füzike (Phylloscopus fuscatus)
    - vastagcsőrű füzike (Phylloscopus schwarzi)
    - királyfüzike (Phylloscopus proregulus)
    - vándorfüzike (Phylloscopus inornatus)
    - északi füzike (Phylloscopus borealis)
    - zöld füzike (Phylloscopus trochiloides)
    - barátposzáta (Sylvia atricapilla)
    - kerti poszáta (Sylvia borin)
    - mezei poszáta (Sylvia communis)
    - kis poszáta (Sylvia curruca)
    - karvalyposzáta (Sylvia nisoria)
    - feketetorkú poszáta (Sylvia rueppelli)
    - kucsmás poszáta (Sylvia melanocephala)
    - bajszos poszáta (Sylvia cantillans)
    - törpeposzáta (Sylvia conspicillata)

  - Család:újvilági poszátafélék (Parulidae)
    - kucsmás lombjáró (Dendroica striata)

  - Család: légykapófélék (Muscicapidae)
    - kékfarkú (Tarsiger cyanurus)
    - szürke légykapó (Muscicapa striata)
    - kormos légykapó (Ficedula hypoleuca)
    - örvös légykapó (Ficedula albicollis)
    - kis légykapó (Ficedula parva)
    - házi rozsdafarkú (Phoenicurus ochruros)
    - kerti rozsdafarkú (Phoenicurus phoenicurus)
    - cigánycsuk Saxicola rubicola)
    - kormos hantmadár (Oenanthe leucura)
    - hantmadár (Oenanthe oenanthe)
    - apácahantmadár (Oenanthe pleschanka)
    - déli hantmadár (Oenanthe hispanica)
    - pusztai hantmadár (Oenanthe isabellina)
    - sivatagi hantmadár (Oenanthe deserti)

  - Család: őszapófélék (Aegithalidae)
    - őszapó (Aegithalos caudatus)

  - Család: cinegefélék (Paridae)
    - kormosfejű cinege (Parus montanus)
    - fenyvescinege (Parus ater)
    - széncinege (Parus major)
    - kék cinege (Parus caeruleus)

  - Család: fakuszfélék (Certhiidae)
    - hegyi fakusz (Certhia familiaris)

  - Család: sárgarigófélék (Oriolidae)
    - sárgarigó (Oriolus oriolus)

  - Család: gébicsfélék (Laniidae)
    - tövisszúró gébics (Lanius collurio)
    - kis őrgébics (Lanius minor)
    - nagy őrgébics (Lanius excubitor)
    - vörösfejű gébics (Lanius senator)
    - pusztai gébics más néven Izabella gébics (Lanius isabellinus)

  - Család:lombgébicsfélék (Vireonidae)
    - pirosszemű lombgébics (Vireo olivaceus)

  - Család: varjúfélék (Corvidae)
    - szajkó (Garrulus glandarius)
    - szarka (Pica pica)
    - fenyőszajkó (Nucifraga caryocatactes)
    - havasi csóka (Pyrrhocorax graculus)
    - csóka (Corvus monedula)
    - vetési varjú (Corvus frugilegus)
    - kormos varjú (Corvus corone)
    - dolmányos varjú (Corvus cornix)
    - holló (Corvus corax)

  - Család: seregélyfélék (Sturnidae)
    - pásztormadár (Sturnus roseus)
    - seregély (Sturnus vulgaris)

  - Család: sármányfélék (Emberizidae)
    - citromsármány (Emberiza citrinella)
    - kerti sármány (Emberiza hortulana)
    - rozsdás sármány (Emberiza caesia)
    - törpesármány (Emberiza pusilla)
    - erdei sármány (Emberiza rustica)
    - aranyos sármány (Emberiza aureola)
    - kucsmás sármány (Emberiza melanocephala)
    - nádi sármány (Emberiza schoeniclus)
    - sordély (Miliaria calandra) más néven (Emberiza calandra)
    - sarkantyús sármány (Calcarius lapponicus)
    - hósármány (Plectrophenax nivalis)
    - fehértorkú verébsármány (Zonotrichia albicollis)

  - Család: pintyfélék (Fringillidae)
    - erdei pinty (Fringilla coelebs)
    - fenyőpinty (Fringilla montifringilla)
    - karmazsinpirók (Carpodacus erythrinus)
    - nagy keresztcsőrű (Loxia pytyopsittacus)
    - keresztcsőrű (Loxia curvirostra)
    - szalagos keresztcsőrű (Loxia leucoptera)
    - trombitás sivatagipinty (Rhodopechys githagineai) vagy (Bucanetes githagineus)
    - zöldike (Carduelis chloris)
    - csíz (Carduelis spinus)
    - tengelic (Carduelis carduelis)
    - sárgacsőrű kenderike (Carduelis flavirostris)
    - kenderike (Carduelis cannabina)
    - zsezse (Carduelis flammea)
    - szürke zsezse (Carduelis hornemanni)
    - csicsörke (Serinus serinus)
    - süvöltő (Pyrrhula pyrrhula)
    - meggyvágó (Coccothraustes coccothraustes)

  - Család: csirögefélék (Icteridae)
    - bobalink (Dolichonyx oryzivorus)

  - Család: verébfélék (Passeridae)
    - házi veréb (Passer domesticus)
    - mezei veréb (Passer montanus)